# روابط ایران و بریتانیا
روابط ایران و بریتانیا از اوایل حکومت ادوارد ششم، در بریتانیا شکل گرفت. اما کهن‌ترین سابقه‌ای که از دیدار یک انگلیسی از ایران در دست است به سفر جفری دولنگلی مربوط می‌گردد که در سال ۱۲۹۰ میلادی توسط ادوارد اول به ایران فرستاده شد تا از ارغون پادشاه ایلخانان علیه ترکان کمک بخواهد. روابط دوجانبه میان دو کشور در برخی دوره‌ها از تاریخ ایران در بالاترین سطح قرار داشت. اما پس از انقلاب ایران در سال ۱۳۵۷، روابط میان جمهوری اسلامی ایران و پادشاهی متحده دچار بحران و تشنج‌هایی بوده‌است.
نخستین ایرانی که پا به خاک انگلستان نهاد در سال ۱۲۳۸ میلادی / ۶–۶۳۵ هجری قمری در ایام پادشاهی هنری سوم بود. این ایرانی را علاءالدین محمد فرمانروای اسماعیلی الموت به انگلستان فرستاده بود تا در مقابل خط سپاهیان مغول که قلمرو او را تهدید می‌کردند از پادشاه انگلیس کمک بخواهد. فرستاده ایرانی از مأموریت خود بدون نتیجه بازگشت. حدود ۴۰۰ سال گذشت تا یک ایرانی به انگلستان آمد. در ماه فوریه ۱۶۲۶/ جمادی‌الاول ۱۰۳۵ نقدعلی‌بیگ که در بعضی کتاب‌ها از او به‌عنوان نخستین سفیر ایران در انگلستان یاد می‌شود در بندر پورتسموث وارد بریتانیا شد.
در زمان دولت دهم ایران روابط دو کشور نسبت به سال‌های پیش از آن بیش از پیش به سردی گرایید. مناقشه بر سر برنامه هسته‌ای ایران و موضع‌گیری‌ها در مقابل بهار عربی از مهم‌ترین دلایل این امر به‌شمار می‌رود. به باور برخی تحلیلگران، حمله به سفارت بریتانیا در تهران که در سال ۲۰۱۱ رخ داد، موجب وخیمترین دوره روابط دوجانبه از زمان انقلاب ۱۳۵۷ شده‌است. اما این روابط دوجانبه از زمان روی‌کار آمدن دولت یازدهم ایران به مرور زمان مورد بازسازی قرار گرفت و دو دولت مایل به عادی‌سازی روابط هستند.
تا اوایل سده نوزدهم میلادی، از نظر بریتانیا، ایران کشوری دورافتاده و افسانه‌ای بود بطوریکه این کشور اروپایی تا آن تاریخ هیچگاه به‌طور جدی، مرکزی دیپلماتیک مثل کنسولگری یا سفارتخانه و نظایر آن را در این کشور بنیان ننهاد. سال‌های بعد که حراست از هندوستان (مستعمره بریتانیا) برای انگلستان اهمیت پیدا کرد، ایران به عنوان دیوار محافظ هندوستان برای بریتانیا مهم جلوه کرد. بریتانیا با سیاست درگیری و اختلاف ایران و افغانها؛ سعی داشت جلوی تهاجمات افغانها به هندوستان را بگیرد. او برای ثبات و تمدید دشمنی ایران و افغانها، بنا به تعهدات دو کشور ایران و بریتانیا، به ایران کمک مالی و نظامی هم می‌کرد. ایران به عنوان گذرگاهی برای هندوستان محسوب می‌شد. از این رو بریتانیا تلاش بسیاری می‌کرد تا استقلال و قدرت حکومتی ایران همواره تهدید نشود تا این کشور با حمایت بریتانیا همچون سدی در برابر فرانسه و روسیه از هند محافظت بکند.
در دوران زمامداری کمپانی هند شرقی، مأموران و افسران بریتانیایی به شکلی مخفیانه و گاهی نیز آشکارا، از طریق هندوستان (به حکم امپراتوری بریتانیا) به منظور جمع‌آوری اطلاعات جغرافیایی و بررسی اراضی مناطق مختلف کشوری که تصور می‌شد روزی عرصه جنگ شود، به ایران فرستاده می‌شدند و اطلاعات به دست آمده را به عنوان کتاب یا گزارش به چاپ می‌رساندند.
از جمله این افسران سروان گرانت (WP grant)، سروان چارلز کریستی و ستوان هنری پاتینجر (Henry Pottinger) بودند که توسط سر جان مالکوم به شهرها و مناطق غیرمسکونی مختلف ایران جهت جاسوسی فرستاده شدند. سروان گرانت به مکران و بندرعباس و سروان چارلز کریستی و ستوان هنری پاتینجر در کنار هم (البته بعداً مستقلاً عمل کردند) و با لباس مبدل از طریق بمبئی و به بهانه تجارت اسب به شهرهای مختلف ایران مثل هرات، اصفهان، یزد، شیراز و … سفر کردند. آنها مأموریت داشتند تا شرایط طبیعی و منابع ممالکی را که یک لشکر مهاجم اروپایی احتمال داشت با استفاده از آنها به هندوستان حمله نماید، را معین و مشخص کنند. سروان چارلز کریستی و ستوان هنری پاتینجر حتی مدتی مهمان حکمران اصفهان بودند و در کاخ چهلستون اقامت داشتند. سروان گرانت و نظامی دیگری به نام فاذرینگهام (Fotheringham) بعداً در مأموریتی دیگر برای کسب اطلاعات مهم جغرافیایی و سیاسی به لرستان رفتند. آنها در این سفر توسط عده ای از پرتگاه به پایین پرتاب شدند و کشته شدند.
در خلال روابط ایران و بریتانیا، دولتمردان و ایرانیانی بودند که با دولت بریتانیا همکاری نزدیک و صمیمانه‌ای داشتند و عده‌ای از آنها از این کشور حقوق و مواجب هم می‌گرفتند.

## تاریخ
در خلال سال‌های ۱۵۶۱ تا ۱۵۶۳ میلادی آنتونی جنکینسون نماینده شرکت انگلیسی مسکووی به دربار شاه تهماسب یکم صفوی سفر کرده و اقداماتی جهت برقراری روابط اقتصادی انجام می‌دهد.
تاریخ روابط ایران و بریتانیا از اوایل حکومت ادوارد ششم، در بریتانیا شکل گرفت. اما کهن‌ترین سابقه ای که از دیدار یک انگلیسی از ایران در دست است به سفر جفری دولنگلی مربوط می‌گردد که در سال ۱۲۹۰ میلادی توسط ادوارد اول به ایران فرستاده شد تا از ارغون پادشاه ایلخانان علیه ترکان کمک بخواهد.
اولین هیئت نمایندگی ثابت بریتانیا در تهران، در سال ۱۸۲۱ میلادی (۱۲۰۰ خورشیدی) در باغ الچی در تهران مستقر شد.
تا اوایل سده نوزدهم میلادی، از نظر بریتانیا، ایران کشوری دورافتاده و افسانه‌ای بود بطوریکه این کشور اروپایی تا آن تاریخ هیچگاه به‌طور جدی، مرکزی دیپلماتیک مثل کنسولگری یا سفارتخانه و نظایر آن را در این کشور بنیان ننهاد. سال‌های بعد که حراست از هندوستان (مستعمره بریتانیا) برای انگلستان اهمیت پیدا کرد، ایران به عنوان دیوار محافظ هندوستان برای بریتانیا مهم جلوه کرد. بریتانیا با سیاست درگیری و اختلاف ایران و افغانها؛ سعی داشت جلوی تهاجمات افغانها به هندوستان را بگیرد. او برای ثبات و تمدید دشمنی ایران و افغانها، بنا به تعهدات دو کشور ایران و بریتانیا، به ایران کمک مالی و نظامی هم می‌کرد. ایران به عنوان گذرگاهی برای هندوستان محسوب می‌شد. از این رو بریتانیا تلاش بسیاری می‌کرد تا استقلال و قدرت حکومتی ایران همواره تهدید نشود تا این کشور با حمایت بریتانیا همچون سدی در برابر فرانسه و روسیه از هند محافظت بکند.

### در دوران اسماعیلیان
قبل از قرن ۱۹ میلادی هیچ ایرانی به انگلستان نرفته بود. نخستین ایرانی که پا به خاک انگلستان نهاد در سال ۱۲۳۸ میلادی / ۶–۶۳۵ هجری قمری در ایام پادشاهی هنری سوم بود. این ایرانی را علاءالدین محمد فرمانروای اسماعیلی الموت به انگلستان فرستاده بود تا در مقابل خط سپاهیان مغول که قلمرو او را تهدید می‌کردند از پادشاه انگلیس کمک بخواهد. فرستاده ایرانی از مأموریت خود بدون نتیجه بازگشت.

### در دوران صفویه

کاشی‌های سردر اصطبل شخصی شاه عباس صفوی در موزه بریتانیا.

در خلال سال‌های ۱۵۶۱ تا ۱۵۶۳ میلادی آنتونی جنکینسون نماینده شرکت انگلیسی مسکووی به دربار شاه تهماسب یکم صفوی سفر کرده و اقداماتی جهت برقراری روابط اقتصادی انجام می‌دهد.
شاه عباس که در شانزده سالگی قدرت سیاسی ایران را در دست گرفت با کشوری آشفته مواجه بود، که از هر سو مورد تهدید بود. بزرگ‌ترین خطر، امپراتوری عثمانی در مرزهای غربی ایران بود. چنین تهدید بزرگی سبب شد تا شاه عباس صفوی به جستجوی متحدان جدیدی به خصوص در میان اروپائیان بپردازد.
از این روی، شاه عباس، به چارلز اول، پادشاه انگلستان، نامه‌ای نوشت که در آن وی از پادشاه انگلستان می‌خواست تا ضمن اعزام نمایندگانش و برقراری روابط متقابل با ایران، با تاجران و بازرگانان ایرانی به خوبی رفتار کند.  انگلیس آنتونی شرلی  و رابرت شرلی را با مقداری اسلحه سبک به خدمت شاه فرستاد. شاه‌عباس آنتونی شرلی را با دستخطی از خود به دربار جیمز اول، پادشاه انگلستان فرستاد تا راه‌های گسترش تجارت میان دو کشور را بررسی کنند. ایران تاکنون ابریشم خود را که کالای انحصاری در جهان بود، از طریق عثمانی به‌وسیله دلال‌های ترک، ارمنی و ونیزی به اروپا  می‌فروخت. در صورت انعقاد قرارداد با انگلیس می‌توانست از آن را با کشتی‌های انگلیسی و از طریق خلیج‌فارس به اروپا بفرستد و عمّال عثمانی از سود سرشاری محروم می‌شدند. انگلستان به دلیل استقلال دینی از کلیسای رم و نزدیکی ایران به هند و به‌عنوان بازیگر جدید در خلیج‌فارس به ایران نزدیک شد. با تشدید رقابت‌های انگلیس و پرتغال در هند و شکست نیروی دریایی اسپانیا در مقابل بریتانیا (نبرد آرمادا سال ۱۵۸۸م. در زمان فیلیپ دوم) و صلح شاه‌عباس با دولت عثمانی، دیگر زمان آن رسیده بود که ایران خود را از تسلط پرتغال  برهاند. شاه‌عباس به امامقلی‌خان، بیگلربیگی فارس دستور داد با تمام قوا به سواحل خلیج‌فارس برود و کشتی‌های پرتغالی را توقیف کند. سپاه ایران ابتدا به راس‌الخیمه و قشم حمله و سپس جزیره هرمز را محاصره کرد. اواخر سال ۱۰۲۹ق.۱۶۲۰ میلادی ایران به انگلیس پیشنهاد کرد علیه پرتغال متحد شوند. در سال بعد انگلیس به سواحل ایران رسید. توافق شد که در صورت نبرد و پیروزی این تعهدات انجام شود: ۱) غنائم جنگی به‌طور مساوی بین ایران و انگلیس تقسیم شود. ۲) قلعه هرمز با تمام تجهیزات به انگلیس واگذار شود. ۳)درآمد گمرکی بین ایران و انگلیس تقسیم شود. ۴) هزینه جنگ نیز به‌طور مساوی تامین شود.۵) سه تجارتخانه یا کارخانه انگلیسی در جاسک و بوشهر و شیراز دایر گردند. سرانجام در سال ۱۰۳۱ق.۱۶۲۱میلادی کشتی‌های انگلیس به طرف هرمز حرکت کردند و سپاه امامقلی از خشکی حمله کرد. پرتغال تقاضای صلح کرد و هرمز و قلعه از تصرف پرتغال آزاد شد. انگلیس، به جای پرتغال در قلعه هرمز پایگاه تاسیس کرد و تجارت خلیج‌فارس را در دست گرفت. در واقع شاه‌عباس قصد داشت با دادن امتیازات سخاوتمندانه به انگلیس، سایر دولت‌های اروپایی را به نزدیکی به ایران در مقابل عثمانی تشویق کند که باز این سیاست هم موفقیت‌آمیز  نبود. انگلیس تا آنجا ایران را مسلح کرد که آرزوهای شاه‌عباس را کنترل کند نه آنقدر که ایران به یک قدرت نظامی در برابر عثمانی تبدیل شود.
در ماه فوریه ۱۶۲۶/ جمادی‌الاول ۱۰۳۵ نقدعلی‌بیگ که در بعضی کتاب‌ها از او به‌عنوان نخستین سفیر ایران در انگلستان یاد می‌شود در بندر پورتسموث وارد بریتانیا شد. از هدف‌های مأموریت نقدعلی‌بیگ اطلاع زیادی در دست نیست. همین قدر در اسناد موجود است که اعتبارنامه‌ای از طرف شاه‌عباس اول همراه داشت و به او دستور داده شده بود در راه افزایش دادوستد بازرگانی بین ایران و انگلستان بکوشد. وقتی نقدعلی‌بیگ به لندن آمد اطلاع یافت که فرد دیگری در پایتخت انگلستان حضور دارد که مدعی است سفیر ایران است. و از آن گذشته این سفیر یک شخص انگلیسی است به نام سر رابرت شرلی که دو سال است به عنوان نماینده پادشاه ایران به دربار انگلستان رفت‌وآمد می‌کند. از این رو تعجبی ندارد اگر بگوییم این دو تن روزی که با هم روبه‌رو شدند کارشان به دعوا کشید. نقدعلی سیلی به گوش شرلی زد، اعتبارنامه‌اش را پاره کرد و او را دروغگو خواند.

### در دوران زندیه
در عهد کریمخان زند روابط ایران و بریتانیا دوستانه بود. کریمخان به انگلیسی‌ها اجازه دایر کردن تجارتخانه در بوشهر داد. او انگلیسی‌ها را در داد و ستد کالا در منطقه خلیج فارس آزاد گذاشت. کریمخان تجار انگلیسی را از پرداخت مالیات معاف کرد.

### در دوران قاجاریه

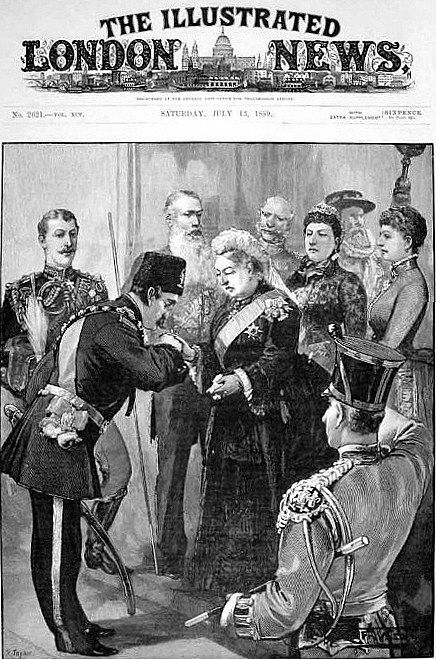
ادای احترام ناصرالدین شاه قاجار، پادشاه ایران به ویکتوریای اول، ملکه بریتانیا و شهبانوی هند در ژوئیه ۱۸۵۹ میلادی، در قلعه ویندسور.

سفارت انگلستان در ایران، در سال ۱۸۰۰ (میلادی) معادل با ۱۱۷۹ تأسیس شد و رسیدگی به امور کشور هلند را نیز بر عهده داشت. انگلستان همچنین در شهرهای مشهد، تبریز، رشت، شیراز، کرمانشاه، اصفهان، همدان و استرآباد دارای کنسولگری بود. این در حالی است که ایران در آن زمان، فاقد سفارت یا کنسولگری در انگلستان بود.
قرارداد مفصل
روز بیست و سوم اسفند ماه ۱۱۹۰ خورشیدی (چهاردهم مارس۱۸۱۲ میلادی) قراردادی میان دولت ایران و بریتانیا به امضا رسید که به قرارداد مفصل مشهور شد. این‌قرارداد مکمل قرارداد مجمل به‌شمار می‌رفت. برپایهٔ این قرارداد، دولت انگلستان متعهد شد که هرگاه‌دولت ثالثی به ایران حمله کند، جنگ‌افزار، مهمات و کمک نظامی در اختیار ایران قرار دهد و همچنین کمک مالی خود را در دوران جنگ به سالی دویست هزار تومان افزایش دهد.
در اجرای مفاد قرارداد مزبور، دولت انگلستان متعهد شد که مبلغ ششصد هزار تومان بابت کمک‌های مالی سه سال گذشته را پرداخت نموده و افزون بر آن ۳۰ هزار قبضه تفنگ و ۲۰ عراده توپ به دولت ایران بدهد. همچنین دولت مزبور، تعداد سی افسر و مستشار نظامی برای تعلیم ارتش ایران، گسیل داشت. اما ۱۶ ژوئیه ۱۸۱۲ (۲۵ تیر ماه ۱۱۹۱ خورشیدی) دولت بریتانیا با امپراتوری روس علیه ناپلئون متحد شد. در سال ۱۱۹۲ خورشیدی (۱۸۱۳ میلادی)، ارتش تزار بخش‌های دیگری از تالش را اشغال کرد.
دولت ایران بر پایهٔ قرارداد مفصل از دولت انگلیس تقاضای کمک کرد. اما دولت بریتانیا که با امپراتوری روسیه در برابر ناپلئون متحد شده بود، حاضر نبود به ایران علیه روسیه یاری کند.
نقش انگلستان در انعقادعهدنامه گلستان
در جریان وقایعی که بعد از قرارداد مفصل رخ داد، دولت انگلیس تمایل داشت بین ایران و روسیه، تا تعیین تکلیف دولت فرانسه، حتی به‌طور موقت، صلح برقرار بماند؛ زیرا در غیراین صورت، روسیه نمی‌توانست تمام توجه خود را معطوف اروپا کند. به همین دلیل، انگلیس ایران را برای صلح با روسیه، تحت فشار قرارداد. سفیر انگلیس در ایران، به فتحعلی شاه اعلام کرد که بعد از پذیرش صلح توسط ایران، شخصاً وساطت خواهد کرد تا روسیه بخش‌هایی از خاک ایران را که تصرف کرده‌است، به ایران بازگرداند. اما فتحعلی شاه به سفیر انگلیس گفت که اگر آن‌هامی‌خواهند پس از انعقاد قرارداد صلح، وساطت کنند و بخش‌های اشغالی خاک ایران را برگردانند؛ چرا در هنگام تنظیم قرارداد، مساعی خود را برای خروج نیروهای روس از مناطق قفقاز به کار نمی‌برند؟!
درنهایت، پس از ده سال جنگ بین ایران و روسیه، با وقوع اولین شکست مهم ایران در جبههٔ اصلاندوز، دولت ایران که دربرابر روسیه تنها مانده بود، زیر فشار دولت بریتانیا مجبور به انعقاد معاهدهٔ صلح (قرارداد گلستان) با روسیه شد. این قرارداد، در سال ۱۸۱۳ میلادی، و در زمان سلطنت فتحعلی‌شاه قاجار، در آبادی گلستان منعقد شد که در پی آن، مناطقی از خاک ایران جدا و به خاک روسیه ضمیمه شد.
متن عهدنامهٔ گلستان را سِر گور اوزلی، اولین سفیر بریتانیا در ایران نگارش کرد.
پس از قرارداد گلستان، «سرگوراوزلی»، به حضور تزار روسیه رسید و به پاس خدماتی که‌انجام داده بود، برترین نشان امپراتوری روسیه به وی داده شد.
وی در پاسخ سخنان تشکرآمیز آلکساندر اول از خدماتش در رابطه با بستن قرارداد گلستان گفت: «این خدمت مختصر من بود و این در اثر اطاعت از اوامر دولت پادشاهی انگلستان می‌باشد که به من‌دستور داده شده بود»
جدایی افغانستان از ایران
با شکست ناپلئون در نبرد واترلو، دولت انگلستان که از زیر فشار خردکنندهٔ امپراتوری فرانسه رهایی یافته بود، سیاست مماشات نسبت به ایران را کنار گذارد و چهرهٔ خشن‌تری به سیاست خود بخشید. دولت‌انگلستان، برای مصون ساختن هندوستان، دست‌اندرکار ایجاد حایلی میان ایران و هندوستان گردید. از این‌روی، دولت مزبور، در پی تجزیهٔ ایالت‌های کابل، قندهار و هرات و نیز بخش بزرگی از مکران و بلوچستان از ایران برآمد. دولت بریتانیا، با اعزام ناوگان‌جنگی کامل به خلیج‌فارس، در بیست و سوم آذرماه ۱۲۳۵ خورشیدی (۱۴ دسامبر ۱۸۵۶ میلادی) جزیره‌ی‌خارک را اشغال کرد. پنج روز بعد، در بندر بوشهر نیرو پیاده کرده و شهر شیراز را هدف گرفت. در این‌جا، چون با مقاومت‌های سختی روبرو شد، تنها به اشغال بوشهر بسنده کرد. به دنبال این اقدام، دولت مزبور روز ۱۱اسفندماه ۱۲۵۳ خورشیدی (دوم مارس ۱۸۵۷ میلادی)، در خرمشهر نیرو پیاده کرد و کشتی‌های جنگی انگلستان از راه اروندرود و کارون، اهواز را متصرف شدند. هم‌زمان با این عملیات، «سیدسعید» سلطان مسقط و عمان به دستور انگلیس‌ها، به بندرعباس یورش آورد.
سرانجام با میانجی‌گری دولت فرانسه، عهدنامهٔ پاریس بین دولت‌های ایران و بریتانیا به امضا رسید. بر پایهٔ عهدنامهٔ مزبور، دولت ایران موظف شد که نیروهای خود را از هرات بیرون برده و از هرگونه ادعای حاکمیت نسبت به‌هرات و دیگر مناطق افغانستان صرف‌نظر کند. در ضمن قرار شد که با امام مسقط هم ترتیبی دربارهٔ اجارهٔ بندرعباس داده شود. بدین ترتیب افغانستان هم از خاک ایران جدا گردید.
امتیازنامه رویتر

بانک شاهنشاهی ایران، حق انحصاری نشر اسکناس در ایران را در اختیار داشت و اولین اسکناس بانکی را در ایران منتشر نمود.

در سال ۱۸۸۹ میلادی (۱۲۶۸ خورشیدی)، براساس فرمان ملکه ویکتوریا، بارون جولیوس رویتر، از اتباع انگلستان، در قبال اعطای وامی به ناصرالدین شاه قاجار، امتیازنامه‌ای را کسب کرد که به موجب آن، امتیاز انحصاری راه‌سازی، ساختن راه‌آهن ایران و استخراج همه معادن (بجز طلا و نقره و سنگ‌های قیمتی) و ایجاد تأسیسات آبی و قنوات و کانال‌ها و استفاده و بهره‌برداری از جنگل‌های ایران را برای مدت هفتادسال و استفاده و نظارت بر گمرک ایران را به مدت بیست و پنج سال تصاحب می‌کرد.
هرچند مفاد امتیازنامه رویتر به دلیل مخالفت داخلی و همچنین مخالفت شدید روسیه، از روی کاغذ فراتر نرفت، اما ناصرالدین شاه قاجار با تأسیس بانک شاهنشاهی ایران، که بخشی از فصل سوم امتیازنامه رویتر بود، موافقت کرد و این بانک به عنوان اولین بانک در ایران، تأسیس شد.
امتیازنامه دارسی
در تاریخ ۲۸ مه ۱۹۰۱ میلادی (۱۲۸۰ خورشیدی)، مظفرالدین‌شاه قاجار، قراردادی را با ویلیام ناکس دارسی، از اتباع دولت بریتانیا، به امضا رساند که به امتیازنامه دارسی مشهور شد. بر اساس این امتیازنامه، دولت بریتانیا حق انحصاری اکتشاف و استخراج نفت در ایران را به دست آورد. این امتیازنامه نخستین قرارداد نفتی ایران بود.
قرارداد سن پترزبورگ
در تاریخ ۳۰ اوت ۱۹۰۷ میلادی (۹ شهریور ۱۲۸۶ خورشیدی)، معاهدهٔ تاریخی «تقسیم ایران» بین روسیه تزاری و بریتانیا در منطقه سن پترزبورگ به امضا رسید. قرارداد سن پترزبورگ، ۳ بند داشت و بدون آگاهی محمدعلی شاه قاجار و دولت وقت ایران و در زمان اوج جنبش مشروطه به امضاء رسید. قرارداد سن پترزبورگ، همچنین سرنوشت افغانستان و چند کشور دیگر را نیز تعیین می‌کرد. بر پایهٔ بند نخست، سرزمین افغانستان در حوزهٔ نفوذ انگلستان قرار گرفت. طبق بند دوم، سرزمین تبت جزو حوزهٔ نفوذ روسیه شناخته شد. سرانجام برپایهٔ بند سوم، ایران به سه بخش تقسیم‌گردید: ۱ـ بخش شمالی، یعنی از خط فرضی میان قصر شیرین، اصفهان، یزد، خواف و مرز افغانستان (نقطه‌ی‌تقاطع دو خط سرحدی روس و افغانستان)، منطقهٔ نفوذ روسیه شناخته‌شد. ۲ـ بخش جنوبی، یعنی از خط فرضی که از مرز افغانستان و بیرجند و کرمان به بندرعباس می‌پیوست و برای دفاع از هندوستان دارای اهمیت حیاتی بود، در منطقهٔ نفوذ انگلستان قرار گرفت. ۳ـ بخش مرکزی، در حیطهٔ نفوذ دولت ایران قرار گرفت. در حقیقت، بخش مرکزی، حد فاصلی بود میان‌مناطق نفوذ دو دولت روسیه و انگلستان، به منظور جلوگیری از برخورد احتمالی آنان در این بخش از جهان. روز ۲۴ سپتامبر ۱۹۰۷ (اول مهرماه ۱۲۸۶ خورشیدی) سفارت انگلیس در تهران طی یادداشتی به‌طور رسمی دولت ایران را از قرارداد «تقسیم ایران»، آگاه کرد.
قرارداد سن پترزبورگ، با مخالفت شدید مجلس شورای ملی ایران روبرو شد. نهایتاً با پیروزی انقلاب ۱۹۱۷ روسیه، عملاً ملغی شد.
بست‌نشینی مشروطه‌خواهان در سفارت بریتانیا در تهران
یکی از معروف‌ترین وقایع تاریخی مربوط به سفارت «بست‌نشینی» در سفارت در ماه‌های ژوئیه و اوت ۱۹۰۶ میلادی (تابستان ۱۲۸۵ خورشیدی) و در طی مبارزات منتهی به انقلاب مشروطه بود. در این زمان بین ۱۲ تا ۱۶هزار نفر از ساکنان تهران و علمای شیعه در محل سفارت بریتانیا «بست نشسته» و بدین ترتیب زندگی شهر را مختل نموده و مظفرالدین شاه را به صدور فرمان مشروطه و ایجاد مجلس ملی در روز ۵ اوت ۱۹۰۶ (۱۴ مرداد ۱۲۸۵) وادار ساختند.
نقش مثبتی که سفارت بریتانیا در تهران در حمایت از آزادیخواهان مشروطه‌طلب ایفا کرد و بست نشینیِ مشروطه‌خواهان در سفارت، نام نیکی از پادشاهی متحد را در میان مردم تا پیش از قرارداد ۱۹۰۷ باقی گذاشت و مراوده و مکاتبه روحانیون ایرانی و رهبران مشروطه را با سفیر و سفارت، عادی و معمولی ساخت؛ کاری که به نوشته دنیس رایت، سفیر پیشین بریتانیا در تهران، «سرمایه بزرگ و جاودانه‌ای برای دولت فخیمه فراهم آورد».

### در دوران پهلوی
نظارت بر تجارت تسلیحات
با مطرح شدن عهدنامهٔ سنت ژرمن در سال ۱۹۱۹، تجارت اسلحه در آب و خاک ایران، تحت نظارت بین‌المللی (انگلستان) درمی‌آمد و ایران از خرید و فروش مستقیم سلاح منع می‌شد. در آن زمان، ایران این موضوع را خلاف حاکمیت ملی خود تلقی کردو از امضای آن عهدنامه خودداری نمود.
اما در سال ۱۹۲۵، جامعهٔ ملل تصمیمی اتخاذ نمود که طی کنفرانس ژنو، کلیهٔ کشورهای جهان موظف به اجرای آن بودند. به موجب این کنفرانس، مقرر گردید که در مناطق ممنوعه و دریاهای تحت تفتیش، هرگونه عملیات بارگیری، بارگذاری و تعویض بار از نظر سلاح و مهمات برای کشتی‌های بومی با قدرت زیر ۵۰۰ تن ممنوع اعلام شد. با توجه به اقدام دولت انگلیس در قراردادن نام خلیج فارس در فهرست مناطق تحت تفتیش، ایران از نظر خرید و فروش سلاح دچار مشکل می‌شد؛ حال آن‌که انگلیسی‌ها به‌راحتی می‌توانستند با کشتی‌های بالای ۵۰۰ تن خود به تجارت اسلحه در پهنهٔ آبی خلیج فارس بپردازند.
جدایی بحرین از ایران
در ۲۰ می ۱۹۲۷، پادشاه حجاز (سلطان عبدالعزیز بن مسعود) و دولت انگلستان قراردادی را امضا کردند که به موجب آن، ارتباط ویژه‌ای بین دولت حجاز و بحرین برقرار می‌شد. ایران برقراری چنین ارتباطی بین بخشی از خاک خود (بحرین) و یک دولت خارجی را مغایر با حاکمیت ملی و تمامیت ارضی خود تلقی کرد. به همین دلیل ایران در ۲۲ نوامبر ۱۹۲۷ یادداشت اعتراض‌آمیز شدیداللحنی را به وزیر مختار انگلیس و دبیرکل جامعهٔ ملل ارسال کرد. در مقابل، وزیر امورخارجه بریتانیا در ۱۸ ژانویه ۱۹۲۸، با ارسال یادداشتی به دبیرکل سازمان ملل متحد، حاکمیت ایران بر بحرین را منکر شد…
درنهایت، با فشار بریتانیا، بحرین از ایران جدا شد.
کشف آثار باستانی
در ۷ آذر ۱۳۱۰ رضاشاه با سفر یک هیئت بریتانیایی به ریاست سر اورل اشتین به ایران جهت کشف آثار باستانی در شهرهای ایران موافقت کرد.
اقدام دولت بریتانیا در جلوگیری از حمل کالاهای خریداری شده ایران از آلمان
در ۷ آذر ۱۳۱۸ خورشیدی دولت ایران یادداشت اعتراضیه‌ای به سفارت بریتانیا تسلیم کرد و در آن اقدام دولت بریتانیا در جلوگیری از حمل کالاهای خریداری شده ایران از آلمان (نازی) را مورد انتقاد قرار داد.
تأسیس بخش فارسی رادیو بی‌بی‌سی

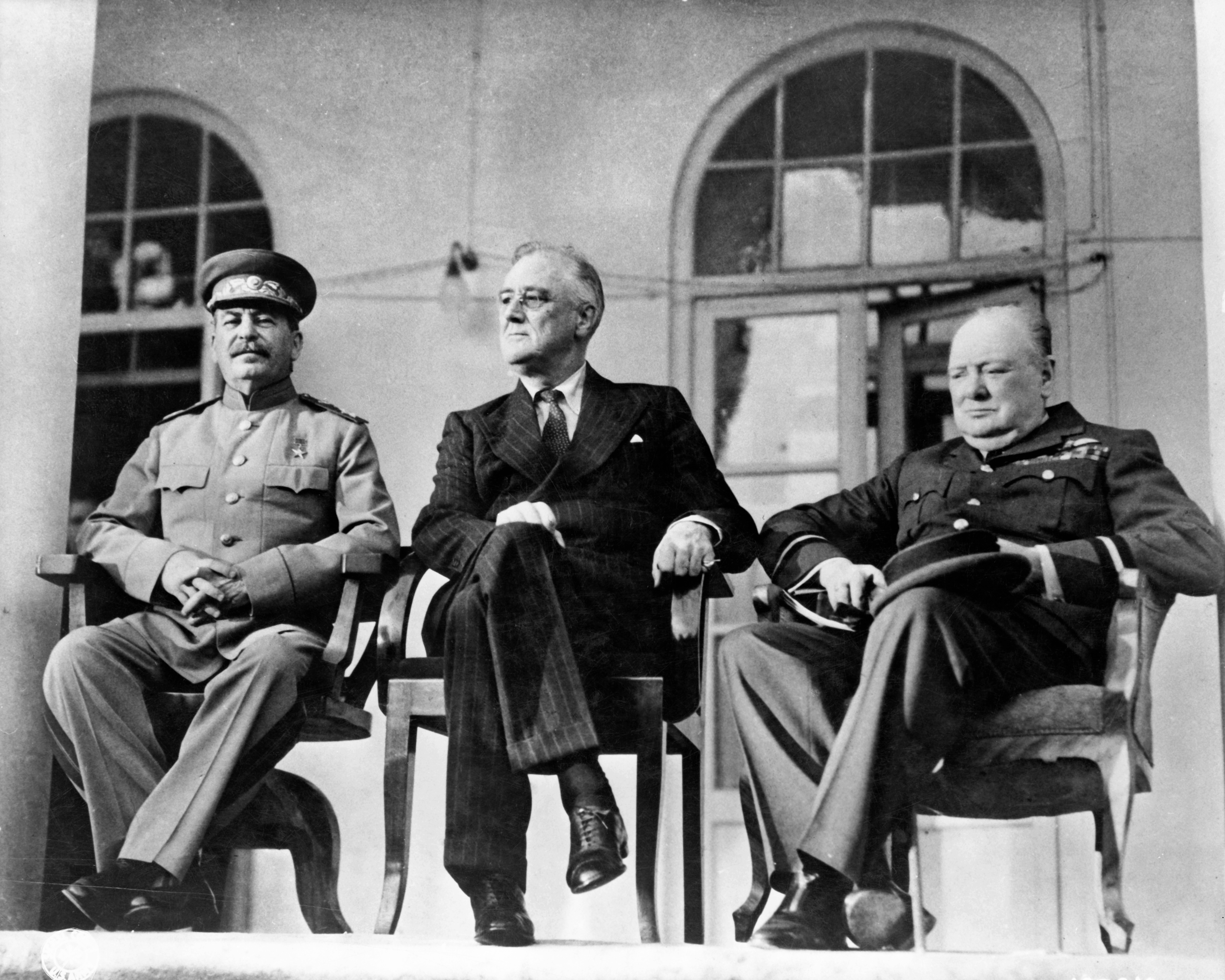
از چپ به راست: استالین دبیرکل اتحاد جماهیر شوروی، روزولت رئیس‌جمهور ایالات متحده و چرچیل نخست‌وزیر بریتانیا در ایوان سفارت اتحاد جماهیر شوروی در تهران.

در تاریخ ۲۹ دسامبر ۱۹۴۰ میلادی (۸ دی ۱۳۱۹ خورشیدی)، بخش فارسی رادیو بی‌بی‌سی برای رقابت با رادیو برلین آغاز به کار کرد. اولین گوینده این رسانه، حسن موقر بالیوزی نام داشت.
اشغال ایران در جنگ جهانی دوم
وام ایران به بریتانیا
ایران در سال‌های دهه پنجاه و برخورداری از منابع ارزی مناسب به دلیل بهبود قیمت نفت در بازارهای جهانی اعلام کرد که قصد ارائه وام‌های بزرگی به کشورهای خارجی از جمله فرانسه و بریتانیا دارد. بخش مهمی از این وامها برای بهبود شبکه لوله‌کشی آب لندن در اختیار بریتانیا قرار گرفت.

### ملی شدن صنعت نفت ایران
هجدهم اکتبر ۱۹۵۲ دکتر مصدق در نطقی رادیویی قطع روابط با انگلستان را به اتهام توطئه علیه دولت وی اعلام کرد. مردم که این خبر را از رادیو تهران شنیده بودند از هر گوشه شهر به سوی خیابان فردوسی که ساختمان سفارت در آن واقع است روانه شدند و ضمن برگزاری یک تظاهرات ضد انگلیسی گسترده و دادن شعار، تابلوی سفارت را که علامت رسمی دولت انگلستان بر آن وجود داشت، از جای برکندند و از سردر سفارت پایین آوردند. این تیرگی روابط تا کودتای ۲۸ مرداد ۱۳۳۲و سرنگونی دولت ادامه داشت.
در تاریخ ۲۹ مهر ۱۳۳۲ آنتونی ایدن وزیر خارجه وقت بریتانیا گفت «بریتانیا بار دیگر دست دوستی به سوی ایران دراز می‌کند و برای تجدید مناسبات سیاسی همه نوع آمادگی دارد.» وزارت خارجه ایران در پاسخ به اظهارات آنتونی ایدن گفت «تنها توقع دولت ایران این است که برای حل اختلاف نفت قوانین مصوب کشور محترم شمرده شود و اصل حیثیت و شرافت ملی ایران ملحوظ و اساس عدالت و انصاف رعایت گردد.»
در تاریخ ۱۴ آذر ۱۳۳۲ اعلامیه مشترک ایران و بریتانیا متضمن تصمیم دو دولت دائر به برقراری دوباره روابط سیاسی بین دو کشور انتشار یافت. در متن این اعلامیه آمده بود که به زودی هر یک از دو دولت سفیر کبیر خود را به کشور دیگر اعزام می‌کنند و بعد از آن در نزدیک‌ترین زمانی که مورد موافقت طرفین باشد در مورد حل اختلاف مربوط به نفت شروع به مذاکره خواهند کرد. فضل‌الله زاهدی نخست‌وزیر وقت نیز در رادیو اعلام کرد که روابط سیاسی دو کشور بسیار ضروری و واجب است. به مناسبت برقراری و بهبود روابط سیاسی ایران و بریتانیا، دانشجویان دانشکده فنی تهران به عنوان اعتراض کلاس‌ها را تعطیل کردند و تظاهراتی به راه انداختند. ۳ دانشجو بر اثر حمله پلیس کشته شدند و دانشگاه تهران تعطیل شد.

### پس از انقلاب ۵۷
در ۹ اردیبهشت ۱۳۵۷ حجم معاملات ایران و انگلستان به یک میلیارد لیره افزایش یافت.
اشغال سفارت ایران در لندن
حمله به سفارت ایران در بریتانیا واقعه‌ای بود که در روز چهارشنبه ۱۰ اردیبهشت ۱۳۵۹ (۳۰ آوریل ۱۹۸۰) توسط عده‌ای که خود را گروه الشهید از طرفداران خودمختاری خوزستان می‌نامیدند آغاز شد و به اشغال شش روزهٔ سفارت ایران در لندن انجامید.
این ماجرا در نهایت با دخالت نیروهای ویژه بریتانیا در روز ۱۵ اردیبهشت و با کشته شدن ۵ نفر و دستگیری یک نفر از اشغالگران و آزادی ۲۶ گروگان به پایان رسید.
نپرداختن پولهای ایران

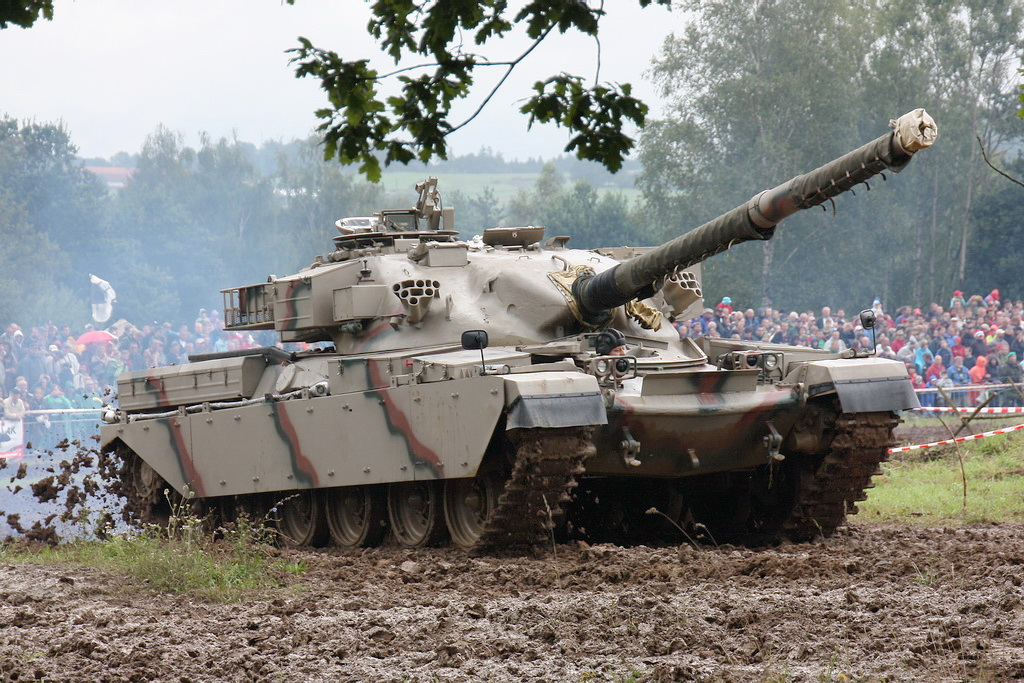
شاه سابق ایران قراردادی برای خرید ۱۵۰۰ تانک چیفتن با انگلیس امضا کرد و همه پول انرا بجای هنگام دریافت تانک، پیش پرداخت کرد. انگلیس تنها ۱۸۵ تانک به ایران تحویل داد و تعدادی را به دشمن ایران (عراق) فروخت و مابقی طلب ایران به مبلغ ۴۵۰ میلیون پوند را هم ۴۰ سال است پس نمی‌دهد.

ایران در سالهای دهه ۷۰ میلادی ۶۵۰ میلیون پوند برای خرید ۱۵۰۰ تانک چیفتن به انگلیس پیش پرداخت کرد. انگلیس تا رویداد انقلاب ۱۸۵ تانک به ایران تحویل داد اما پس از ان از انقلاب تعدادی از تانک‌ها را به دشمن در حال جنگ با ایران (عراق) فروخت و مابقی پولها را نیز تا ۴۰ سال پس از انقلاب پرداخت نکرده‌است.
پرواز شماره ۶۵۵ ایران ایر
دولت بریتانیا با وجود کشته شدن صدها غیرنظامی که اکثر آنها شهروندان ایرانی بودند، از ایالات متحده حمایت فوری کرد. در مکاتبات خصوصی با رونالد ریگان، مارگارت تاچر حتی در مورد پیامدهای مثبت این حمله گمانه‌زنی کرد و نوشت: «به نظر می‌رسد این حادثه حداقل به رهبران ایران کمک کرده باشد که نیاز فوری به پایان دادن به درگیری‌های خلیج‌فارس را در اولویت قرار دهند.
حمله به سفارت بریتانیا در تهران (آذر ماه ۱۳۹۰)
این واقعه در سه‌شنبه ۸ آذر ۱۳۹۰ توسط عده‌ای به ظاهر بسیجی صورت گرفت. این افراد وارد ساختمان سفارت شدند، پرچم بریتانیا را پایین کشیدند و بعضی مدارک را از درون ساختمان سفارتخانه به بیرون پرتاب کردند. در اقدامی مشابه و در حمله به باغ سفارت بریتانیا در منطقه قلهک، ۶ کارمند انگلیسی به گروگان گرفته شدند که پس از چند ساعت و با حضور پلیس دیپلماتیک آزاد شدند.
علی‌رغم حضور مأموران امنیتی تجمع‌کنندگان به ساختمان سفارت بریتانیا سنگ و کوکتل مولوتوف پرتاب نمودند و پس از هجوم به دفاتر سفارت، برخی مدارک را به پایین پرتاب کردند. دانشجویان پس از ورود به ساختمان سفارت بریتانیا در خیابان فردوسی تهران پرچم این کشور را پایین کشیده و آن را آتش زدند و به جای آن پرچم ایران را بر سر در سفارت بریتانیا به اهتزاز درآوردند.
خبرگزاری‌های نزدیک به دولت جمهوری اسلامی از حمله کنندگان به سفارت بریتانیا با نام «دانشجویان دانشگاه‌های تهران» و «دانشجویان بسیجی» یاد کرده و حملهٔ آن‌ها را خودجوش و برنامه‌ریزی نشده می‌دانند. اما از سوی دیگر ناظران غربی معتقدند که با توجه به هم‌زمان بودن حمله‌ها به دو ساختمان دیپلماتیک بریتانیا در دو نقطهٔ متفاوت تهران، بسیار بعید است که این اقدام بدون اطلاع حکومت و در راستای حمایت از منافع سیاسی یا جناحی حاکمیت نباشد.
دانشجویان بسیجی اهدافشان را از این حرکت، «اعتراض به دست داشتن احتمالی دولت‌های غربی در مرگ مجید شهریاری» و حمایت از مصوبه مجلس جمهوری اسلامی ایران در کاهش سطح روابط دیپلماتیک، دانسته‌اند.

## پس از انقلاب ۱۳۵۷

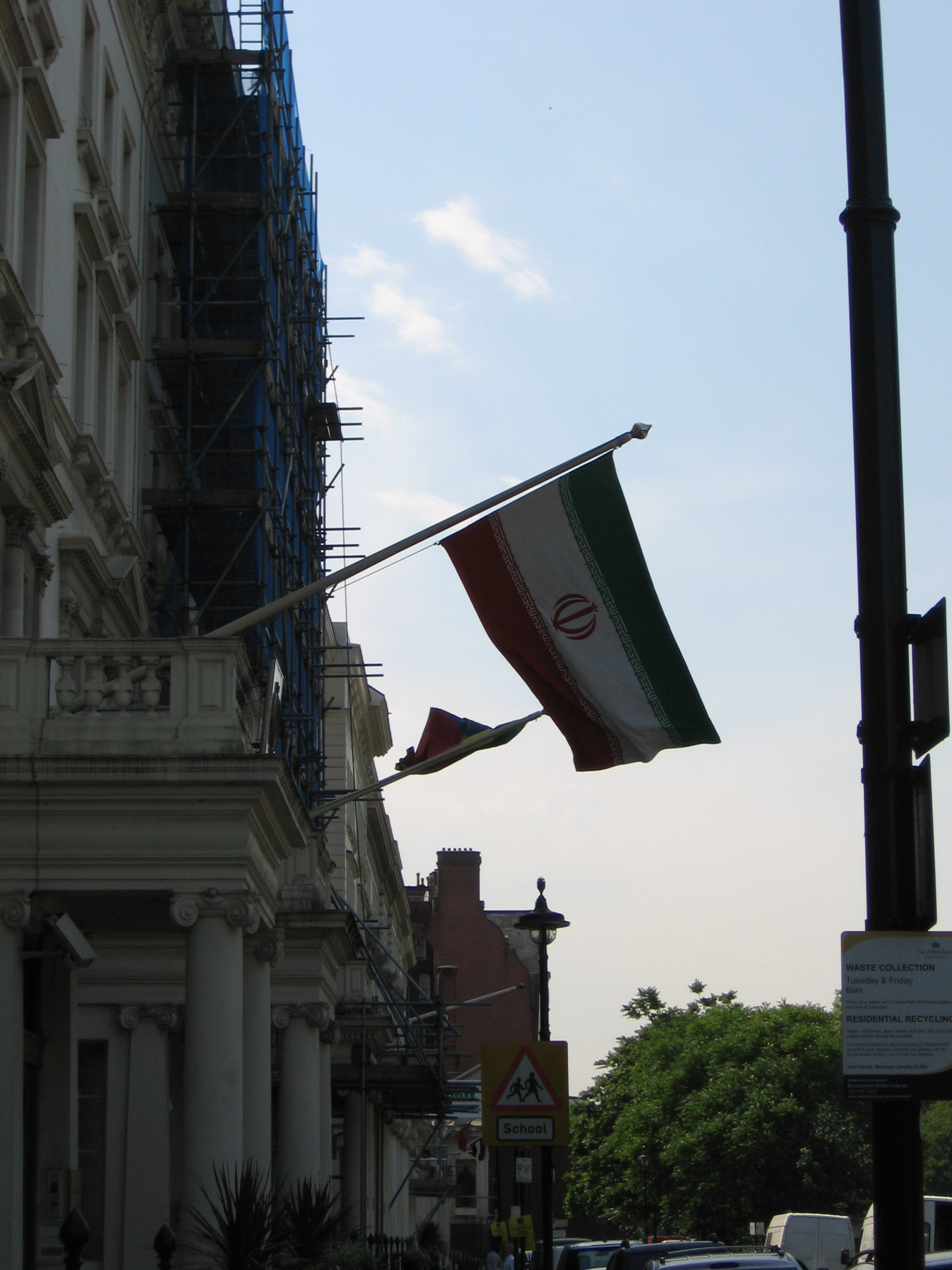
تصویری از ساختمان سفارت ایران در لندن

اولین بحران در روابط ایران و انگلستان چند روز بعد از تسخیر سفارت آمریکا توسط دانشجویان خط امام پدید آمد. در این زمان بود که تعدادی دیگر از دانشجویان مزبور، به سفارت انگلستان حمله کرده بودند که با مداخل پلیس، موفق به ورود به سفارت نشدند. مدت کوتاهی بعد از این واقعه بود که برتانیا تصمیم به خروج کارمندان خود از تهران گرفت و سفارت سوئد را حافظ منافع خود در ایران اعلام کرد.
دومین بحران جدی در روابط دوجانبه مربوط به اشغال سفارت ایران در لندن بود که منجر به کشته‌شدن دو تن از کارمندان سفارت شد و دولت ایران، پلیس بریتانیا را به موجب کوتاهی در برخورد با مهاجمان که منجر به اشغال ۶ روزه سفارت و قتل کارمندان ایرانی آن بود، مقصر دانست.
در سال ۱۹۸۷ میلادی و در خلال جنگ ایران و عراق، تمامی کارکنان سفارت بریتانیا در پی تیرگی روابط ایران و پادشاهی متحده به لندن فراخوانده شدند و مجدداً سفارت سوئد حافظ منافع بریتانیا معرفی شد. در نوامبر ۱۹۸۸ میلادی، جفری هاو وزیر خارجه بریتانیا با علی‌اکبر ولایتی وزیر امور خارجه وقت ایران در مورد برقراری دوباره روابط دیپلماتیک به توافق رسید.
در ۱۴ فوریه ۱۹۸۹ میلادی، آیت‌الله خمینی فتوایی برای قتل سلمان رشدی، نویسنده بریتانیایی و ناشر آثارش صادر کرد. دولت بریتانیا بار دیگر، تمامی کارکنان بریتانیایی را از ایران خارج نمود و سفارت به حالت نیمه تعطیل درآمد. ایران نیز در ۷ فوریه همان سال روابط خود را به حالت تعلیق درآورد. بریتانیا در ۲۸ آوریل ۱۹۹۴ در اعتراض به به‌رسمیت شناختن ارتش جمهوری‌خواه ایرلند توسط ایران، تعدادی از دیپلمات‌های خود را فراخواند. در ۱۸ مه ۱۹۹۹ روابط دو کشور مجدداً تا سطح فعالیت وزراتخانه‌ها افزایش پیدا کرد.
شهرداری تهران در اقدامی سیاسی در سال ؟۱۳، نام «خیابان وینستون چرچیل» در جنب سفارت پادشاهی متحده در تهران را به نام «خیابان بابی ساندز»، تغییر نام داد. بابی ساندز، ملی‌گرای ایرلندی ضدانگلیسی و عضو ارتش جمهوری‌خواه ایرلند بوده‌است.

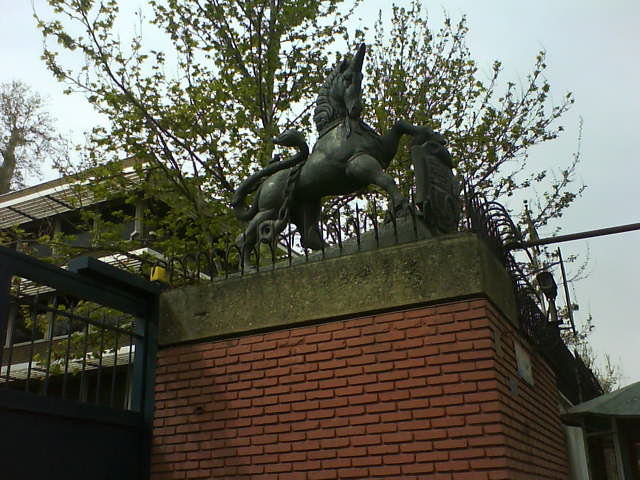
تصویری از درب اصلی سفارت بریتانیا در تهران.

در سال ۱۹۹۰ میلادی و در پی تهاجم عراق به کویت، دولت بریتانیا تصمیم به برقراری مجدد روابط با ایران را لازم دانست. با برقراری دوباره روابط، تنش خاصی تا سال ۱۹۹۲ میلادی ایجاد نشد، تا آنکه بنابر حکم دادگاه میکونوس در آلمان، در خصوص دخالت مامورین امنیتی جمهوری اسلامی در قتل چهار مخالف کرد نظام جمهوری اسلامی در آلمان، کشورهای عضو اتحادیه اروپا از جمله دولت بریتانیا، سفرای خود را از ایران فراخواندند.

## دولت خاتمی
در پی انتخاب سید محمد خاتمی به ریاست جمهوری در ایران و آغاز دورانی جدید در روابط خارجی ایران، کشورهای عضو اتحادیه اروپا، سفرای خود را به ایران بازگرداندند. در سال ۱۹۹۹ میلادی و در جریان دیدار رابین کوک و کمال خرازی، وزرای امور خارجه وقت بریتانیا و ایران در حاشیه مجمع عمومی سازمان ملل، روابط سیاسی میان دو کشور، به سطح سفیر ارتقا پیدا کرد. سطح روابط از آن زمان تاکنون کاهش پیدا نکرده، اما چندین بار، به‌ویژه در مورد برنامه هسته‌ای ایران بحرانی شده‌است.

## دولت احمدی‌نژاد
با روی کار آمدن محمود احمدی‌نژاد در ایران و اوج‌گیری اختلافات بر سر برنامه هسته‌ای ایران، روابط سیاسی میان دو کشور تا حد زیادی دچار تنش شد. دولت بریتانیا در موضعی رسمی، برنامه هسته‌ای ایران را تهدیدی برای منطقه خاورمیانه خوانده‌است. در واکنش جمهوری اسلامی، برخورد بریتانیا را « «توطئه و اقدامات شیطنت‌آمیز انگلیس علیه نظام جمهوری اسلامی ایران» می‌نامد.
در تاریخ ۱۸ ژوئن ۲۰۰۹ میلادی، اعلام شد که دولت بریتانیا یک میلیارد و ۶۰۰ میلیون دلار از دارایی‌های ایران را در راستای تحریم‌های بین‌المللی علیه برنامه‌های هسته‌ای ایران مسدود کرده‌است.

### دستگیری ملوانان انگلیسی
در سوم فروردین ۱۳۸۶، ۱۵ ملوان انگلیسی توسط نیروهای ایرانی در آب‌های خلیج فارس دستگیر شدند. پس از یک سری کشمکش، محمود احمدی‌نژاد روز پانزدهم فروردین در یک کنفرانس خبری اعلام کرد که ملوانان انگلیسی مورد عفو قرار گرفته و بلافاصله پس از کنفرانس خبری او آزاد خواهند شد.

### انتخابات ریاست جمهوری ۱۳۸۸
در پی اعتراضات سراسری مردم ایران نسبت به نتایج دهمین دوره انتخابات ریاست جمهوری ایران، سید علی خامنه‌ای در مراسم نماز جمعه تهران، انگلستان را «خبیث‌ترین» دشمن کشور ایران خواند.
یک روز پس از سخنان سید علی خامنه‌ای، وزارت امور خارجه ایران دو دیپلمات ارشد سفارت بریتانیا در تهران را اخراج کرد و در واکنش بریتانیا نیز، در تاریخ ۲۳ ژوئن ۲۰۰۹ میلادی، دو دیپلمات شاغل در سفارت ایران در لندن را از کشورش اخراج کرد.
در تاریخ ۲۸ ژوئن ۲۰۰۹ میلادی، نه تن از کارکنان ایرانی سفارت بریتانیا در تهران به اتهام «دست‌داشتن در شورش‌های پس از انتخابات دهمین دوره ریاست‌جمهوری ایران»، توسط نیروهای امنیتی جمهوری اسلامی بازداشت شدند. در واکنش وزارت امور خارجه بریتانیا، اتهام «دست‌داشتن در ناآرامی‌های ایران» را رد کرد. در تاریخ ۱۹ ژوئیه ۲۰۰۹ میلادی، آخرین کارمند ایرانی سفارت بریتانیا به نام حسین رسام، که به اتهام «اقدام علیه امنیت ملی» در زندان اوین تهران به سر می‌بُرد، با قید وثیقه آزاد شد. دانشگاه آکسفورد در اقدامی سیاسی اقدام به اعطای بورسیه تحصیلی ندا آقاسلطان به دانشجویان فلسفه این دانشگاه نمود. مقامات این دانشگاه اعلام کرده‌اند منابع مالی این بورسیه‌ها به وسیلهٔ دو نفر تأمین و در اختیار آن‌ها قرار داده شده‌است.
در تاریخ ۹ دسامبر ۲۰۱۰ میلادی، وبگاه سفارت بریتانیا در ایران، به مناسبت روز جهانی حقوق بشر یادداشت انتقادآمیزی در مورد وضع حقوق بشر در ایران را به قلم سایمون گَس، سفیر بریتانیا در تهران را منتشر کرد. در واکنش وزارت امور خارجه جمهوری اسلامی ایران، سایمون گَس را به وزارت امور خارجه ایران احضار کرد و نیز تظاهراتی در مقابل سفارت بریتانیا در تهران، از سوی «بسیج دانشجویی» انجام گرفت.
همچنین شماری از مقام‌های ایرانی و گروهی از نمایندگان مجلس شورای اسلامی خواستار «اخراج سفیر انگلیس از تهران و کاهش سطح روابط سیاسی» با این کشور شدند. کمیسیون امنیت ملی و سیاست خارجی مجلس شورای اسلامی نیز خواستار «تجدید نظر دولت محمود احمدی‌نژاد در روابط با پادشاهی متحده و کاهش احتمالی سطح و حتی تعلیق این روابط شد. در تاریخ ۳۰ آبان ۱۳۹۰ وزیر دارائی بریتانیا اعلام کرد: به دلیل اینکه بانک مرکزی ایران در خدمت عملیات بانکی برای گسترش فعالیت‌های هسته‌ای بوده‌است، دولت بریتانیا آن را تحریم می‌کند و کلیه مبادلات بانکی را با ایران تعطیل می‌نماید.

### رای موافق مجلس ایران به کاهش روابط با بریتانیا
نمایندگان مجلس شورای اسلامی در تاریخ ۲۷ نوامبر ۲۰۱۱ با رأی بالا دستگاه دیپلماسی ایران را موظف کردند ظرف دو هفته روابط سیاسی با دولت بریتانیا را به سطح کاردار و روابط بازرگانی با این کشور را به حداقل ممکن برساند. این مصوبه در صحن مجلس مخالفانی داشت اما مخالفان آن خواستار قطع کامل روابط با بریتانیا بودند. پس از تصویب دو فوریت طرح کاهش روابط ایران با بریتانیا در جلسه قبلی مجلس، نمایندگان با ۱۷۹ رأی موافق، ۴ رأی مخالف و ۱۱ رأی ممتنع از مجموع ۲۰۶ رأی گرفته شده، به کلیات این طرح رأی دادند و در ادامه نیز پس از بحث و تبادل نظر دربارهٔ پیشنهادهای مختلف از جمله در مورد قطع کامل روابط با این کشور، سرانجام بدون این که پیشنهادی به تصویب برسد ماده واحده و جزئیات این طرح نیز با ۱۷۱ رأی موافق، سه رأی مخالف و ۷ رأی ممتنع، از مجموع ۱۹۶ به تصویب رسید. در ماده واحده این طرح وزارت امور خارجه موظف شده ظرف دو هفته روابط سیاسی را با دولت بریتانیا به سطح کاردار تنزل دهد و روابط اقتصادی و بازرگانی را نیز به حداقل ممکن برساند. به گزارش بی‌بی‌سی، وزارت امور خارجه دولت بریتانیا از تصمیم‌گیری جمهوری اسلامی ایران برای کاهش روابط با دولت بریتانیا ابراز تاسف کرده‌است. وزرات امور خارجه بریتانیا در این بیانیه افزود: اگر دولت ایران بر این مبنا اقدام کند ما در مشورت با شرکای بین‌المللی‌مان به شکلی قاطعانه به آن پاسخ خواهیم داد.
در تاریخ ۰۷ آذر ۱۳۹۰ طرح کاهش روابط با بریتانیا، توسط مجلس شورای اسلامی و شورای نگهبان ایران تصویب شد و بر اساس این طرح حکومت ایران موظف به کاهش روابط با بریتانیا تا سطح کاردار شد.

### حمله به سفارت بریتانیا
در تاریخ ۰۸ آذر ۱۳۹۰ گروهی از معترضان ایرانی که در مقابل سفارت بریتانیا در خیابان فردوسی تهران تجمع کرده بودند، وارد ساختمان سفارت شده‌اند و پرچم بریتانیا را پایین کشیدند و معترضان بعضی مدارک را از درون ساختمان سفارتخانه به بیرون پرتاب کرده‌اند.
پیرو حادثه رویداده و بعد از مهلت ۴۸ ساعته بریتانیا به دیپلماتهای ایرانی برای ترک خاک این کشور، تمامی کارکنان سفارت‌خانه ایران در لندن با یک پرواز و در ساعت ۲:۴۰ بامداد روز شنبه ۱۲ آذر وارد فرودگاه مهرآباد شدند. عده‌ای با حضور در فرودگاه از آنان استقبال کردند.

### تعیین دفتر حافظ منافع
به موجب مشکلاتی که برای اتباع مقیم دو کشور در سال ۲۰۱۲ پدید آمد که ناشی از فعالیت مناسب سفارتخانه‌های دو کشور در کشور مقابل بود، از ژانویه ۲۰۱۲ بر اساس توافقات به عمل آمده قرار شد با کمک گرفتن از کشورهای دیگر، منافع دو کشور تأمین شود. بر این اساس ایران عمان را به عنوان حافظ منافع خود در بریتانیا معرفی کرد و در مقابل بریتانیا نیز سوئد را معرفی نمود.

## دولت روحانی
با انتخاب حسن روحانی به عنوان رئیس دولت یازدهم ایران، وزارت امور خارجه بریتانیا همراه با وزارت‌خانه‌های امور خارجه اغلب کشورهای اروپایی، ضمن تبریک این پیروزی، ابراز امیدواری جهت بهبود روابط با ایران را مطرح کردند. در روزهای نخستین ریاست جمهوری حسن روحانی، دیوید کامرون با ارسال نامه‌ای به وی ابراز امیدواری کرد روابط تهران ـ لندن در دولت جدید بهبود یابد.
همزمان با بروز نشانه‌هایی مبنی بر گرم‌شدن مجدد روابط ایران و بریتانیا، بنیامین نتانیاهو، نخست‌وزیر اسرائیل با برقراری تماس‌هایی با مقامات بریتانیا سعی کرد به آن‌ها بقبولاند برقراری مجدد رابطه دیپلماتیک با ایران به نفع بریتانیا نیست و باید از اینکار بر حذر باشند.
پس از گذشت بیش از یک دهه از آخرین تماس تلفنی یک نخست‌وزیر بریتانیا (تونی بلر) و محمد خاتمی، در تاریخ ۲۸ آبان ۱۳۹۲ (۱۹ نوامبر ۲۰۱۳) دیوید کامرون و حسن روحانی با هم صحبت کردند. گزارش شد که این دو مقام اجرایی بریتانیا و ایران در خصوص روابط دو جانبه، برنامه هسته‌ای ایران و درگیری‌های سوریه گفتگو کردند.

### نخستین دیدار سران ایران و بریتانیا از زمان انقلاب
در ۲ مهر ۱۳۹۳ (۲۴ سپتامبر ۲۰۱۴) برای نخستین بار از زمان انقلاب بهمن ۱۳۵۷، رئیس‌جمهور ایران (حسن روحانی) و نخست‌وزیر بریتانیا (دیوید کمرون) با یکدیگر دیدار و گفتگو کردند. ملاقات حسن روحانی و دیوید کامرون در حاشیه مجمع عمومی سازمان ملل متحد در نیویورک رخ داد. یک روز پیش از این وبسایت تایمز بریتانیا، انگیزه آقای کامرون از این دیدار را فراهم کردن «تضمین بیشتر» برای شکل‌دهی ائتلافی فراگیر در نبرد با گروه موسوم به دولت اسلامی (داعش) عنوان کرد.

### بازگشایی سفارت دو کشور
پس از انعقاد توافق هسته‌ای برجام، در ۱ شهریور ۱۳۹۴، سفارت بریتانیا در تهران با حضور فیلیپ هموند، وزیر خارجه بریتانیا بازگشایی شد. هم‌زمان با آن، سفارت ایران در لندن نیز با حضور افراد مختلفی از جمله اعضای هیئت دوستی ایران و بریتانیا، بازگشایی شد.

### توقیف نفت‌کش و تنش‌های تنگه هرمز

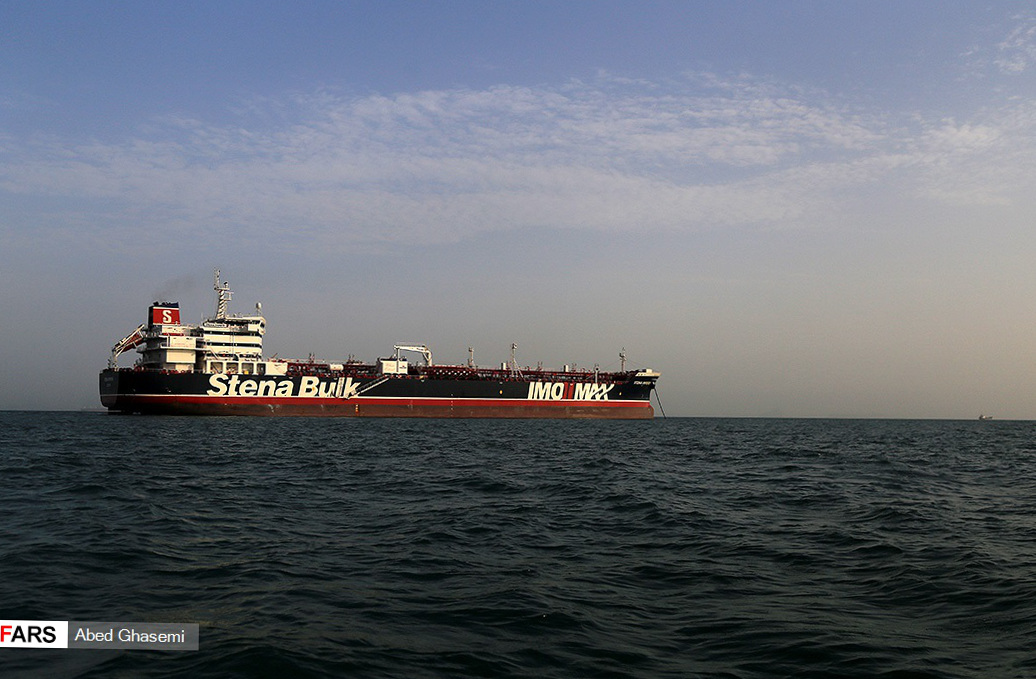
استینا ایمپرو در آب‌های ایران

در ۴ ژوئیهٔ ۲۰۱۹، یک نفت‌کش متعلق به ایران با نام گریس ۱ در جبل‌الطارق توسط دولت بریتانیا توقیف شد. دلیل ارائه‌شده، تحریم‌های اتحادیه اروپا علیه سوریه بود؛ چرا که نفت‌کش مظنون به رفتن به پالایشگاه بانیاس، بخشی از تحریم‌ها علیه صادرات نفت سوریه، بود. یک روز پیش از توقیف، مجوزهای لازم برای این کار گرفته شده‌بود. جوزپ بورل، وزیر امور خارجهٔ اسپانیا، بیان کرد که توقیف با درخواست ایالات متحده انجام شده‌است.
در یکی از بیانیه‌های وزارت امور خارجهٔ ایران، این عمل «دزدی دریایی» نامیده شد. در ۱۰ ژوئیهٔ ۲۰۱۹، قایق‌های نیروی دریایی سپاه پاسداران انقلاب اسلامی به یکی از نفت‌کش‌های بی‌پی با نام بریتیش هریتیج نزدیک شده و در هنگام عبور آن از تنگهٔ هرمز، مانعی ایجاد کردند. در پی این اتفاق، اچ‌ام‌اس مونتروز بین نفت‌کش و قایق‌ها وارد شد. این واقعه باعث افزایش تنش‌ها بین دو کشور شد.
در ۱۴ ژوئیهٔ ۲۰۱۹، جرمی هانت، وزیر امور خارجهٔ بریتانیا، اعلام کرد که در صورت تضمین به دولت بریتانیا در خصوص عدم انتقال نفت گریس ۱ به سوریه، این دولت نفت‌کش را آزاد خواهد کرد.
در ۱۹ ژوئیهٔ ۲۰۱۹، رسانه‌های ایرانی خبر توقیف یک نفت‌کش متعلق به بریتانیا با نام استینا ایمپرو را توسط سپاه پاسداران انقلاب اسلامی در تنگهٔ هرمز منتشر کردند.

## تاریخ حضور در خلیج فارس
انگلیسی‌ها اولین بار در اوایل قرن نوزدهم، زمانی که شروع به ایجاد پایگاه‌های تجاری در این منطقه کردند، وارد منطقه خلیج فارس شدند. این پایگاه‌ها عمدتاً در امارات متحده عربی و عمان امروزی قرار داشتند و عمدتاً به عنوان توقفگاه کشتی‌های عازم هند و خاور دور مورد استفاده قرار می‌گرفتند.
با گذشت زمان، حضور انگلیس در خلیج فارس قوی تر شد، زیرا آنها پایگاه‌های دائمی بیشتری در منطقه ایجاد کردند و شروع به ایفای نقش فعال تری در امور محلی کردند. آنها این کار را تا حد زیادی برای حفظ منافع خود در منطقه انجام دادند که شامل تجارت و دسترسی به منابع نفتی ارزشمند بود.
یکی از قابل توجه‌ترین وقایع تاریخ حضور انگلیس در خلیج فارس، امضای معاهده صلح دریایی در سال ۱۸۲۰ بود. این قرارداد بین انگلیس و چندین حاکم محلی چارچوبی برای همزیستی مسالمت آمیز و روابط تجاری بین دو طرف ایجاد کرد. .
رویداد مهم دیگری در سال ۱۸۹۲ اتفاق افتاد، زمانی که بریتانیا قرارداد انحصاری را با خاندان حاکم بحرین امضا کرد. این قرارداد کنترل سیاست خارجی بحرین را در ازای محافظت در برابر تهدیدهای خارجی به بریتانیا واگذار کرد.
انگلیسی‌ها همچنین نقش اساسی در کمک به توسعه صنعت نفت در منطقه خلیج فارس، به ویژه در سال‌های منتهی به جنگ جهانی دوم داشتند. آنها سرمایه‌گذاری زیادی در تولید نفت و زیرساخت‌ها انجام دادند که به ایجاد منطقه به عنوان یک تأمین کننده بزرگ جهانی نفت کمک کرد.
اگرچه نفوذ انگلیس در خلیج فارس پس از جنگ جهانی دوم شروع به کاهش کرد، اما میراث حضور آنها هنوز هم در بسیاری از جنبه‌های سیاسی، اقتصادی و بافت اجتماعی منطقه قابل مشاهده است. امروزه بریتانیا روابط نزدیکی با بسیاری از کشورهای حوزه خلیج فارس از جمله عربستان سعودی، قطر و امارات دارد و همچنان به ایفای نقش فعال در امور منطقه ادامه می‌دهد.

## گاهشمار روابط ایران و بریتانیا
- ۱۵۶۱ تا ۱۵۶۳: آنتونی جنکینسون نماینده شرکت انگلیسی مسکووی به دربار شاه تهماسب یکم صفوی سفر کرده و اقداماتی جهت برقراری روابط اقتصادی انجام می‌دهد.[۹]
- ۱۸۲۱ : اولین هیئت نمایندگی ثابت بریتانیا در تهران، در باغ الچی بازار قدیم در تهران مستقر شد.[۸۵]
- دهه ۱۸۶۰ : ازدحام جمعیت و شرایط نامناسب بهداشتی، دولت را مجبور به انتخاب مکانی مناسب‌تر کرد. به این منظور سایت فردوسی در شمال حومه وسیعی از محله‌های قدیمی با هزینه ۲۰٬۰۰۰ تومان (در حدود ۸۰۰۰ پوند) خریداری شد.[۸۵]
- ژوئن ۱۸۷۶: ساخت بناهای جدید سفارتخانه بریتانیا در تهران به پایان رسید. احداث این بناها به جیمز وایلد سپرده شده بود که معماری با تجربه و سابقه کار در خاورمیانه بود. او برنامه‌ریزی کرده بود ساخت ساختمان را تا سال ۱۸۷۱ به پایان برساند، اما یک سری از حوادث موجب شد که تا ژوئن ۱۸۷۶ به طول انجامد.[۸۵]
- ۱۹۰۶: معروف‌ترین وقایع تاریخی مرتبط با سفارت انگلیس در ایران مربوط به پناهندگی و بست نشستن افراد مختلف در این سفارتخانه است که در ژوئیه / اوت ۱۹۰۶ در خلال مبارزات مشروطه به وقوع پیوست. حدود ۱۲ تا ۱۶ هزار تن از مردم تهران در آنجا تحصن کردند و در نتیجه زندگی در شهر فلج شد و مظفر الدین شاه مجبور به صدور فرمان مشروطیت معروف خود در ۵ اوت ۱۹۰۶ و اعطای قانون اساسی و مجلس شورای ملی به مردم شد.[۸۵]
- ۱۹۴۱: پس از حمله آلمان به اتحاد جماهیر شوروی و درحالی که ایران در جنگ جهانی دوم اعلام بی‌طرفی کرده بود، از بیم تجارت و روابط گسترده رضا شاه با آلمان نازی، انگلستان و روسیه به‌طور مشترک ایران را اشغال کردند و انگلستان، رضا شاه را مجبور به کناره‌گیری از سلطنت کرد.[۸۶]
- ۱۹۴۶: به دنبال تلاش‌های مقامات آمریکا به استناد بندهایی از منشور ۱۹۴۲ آتلانتیک مبنی بر منع گسترش استعماری پس از جنگ، انگلستان و نیروهای روسی ایران را ترک کردند.[۸۶]
- ۱۹۵۱: دولت ایران شرکت نفت انگلیس- ایران را ملی کرد.[۸۷] و در پی این عمل بریتانیا ایران را تحریم می‌کند و برای تجدید نظر از آمریکا کمک می‌خواهد.[۸۶]
- ۱۹۵۳: دولت محمد مصدق، نخست‌وزیر وقت ایران در کودتایی که تحت حمایت بریتانیا و آمریکا قرار داشت، سرنگون شد.[۸۷]
- ۱۹۷۹: چند روز پس از تسخیر سفارت آمریکا توسط دانشجویان خط امام، تعدادی دیگر از دانشجویان مزبور، به سفارت انگلستان حمله کردند که با مداخله پلیس، موفق به ورود به سفارت نشدند و اولین بحران جدی در روابط ایران و انگلستان پس از انقلاب رقم خورد.[۴۳]
- ۱۹۷۹: دومین بحران در روابط دوجانبه مربوط به اشغال سفارت ایران در لندن بود که منجر به کشته‌شدن دو تن از کارمندان سفارت شد و دولت ایران، پلیس بریتانیا را به موجب کوتاهی در برخورد با مهاجمان که منجر به اشغال ۶ روزه سفارت و قتل کارمندان ایرانی آن بود، مقصر دانست.[۴۳]
- ۱۹۷۹: در پی وقوع انقلاب اسلامی ایران، بریتانیا سفارت خود در تهران را تعطیل کرد و دیپلمات‌هایش را به دفتر حفاظت منافع بریتانیا در سفارت سوئد منتقل کرد.[۸۷]
- ۱۹۸۱: جمهوری اسلامی ایران یکی از مهم‌ترین خیابان‌های تهران که در رژیم پهلوی به نام چرچیل شناخته می‌شد و در اصلی سفارت انگلیس از آنجا باز می‌شد را به خیابان بابی ساندز تغییر داد. همین مسئله باعث شد تا سفارت در اصلی را ببندد و دری را که از خیابانی دیگر به سفارت راه دارد محل اصلی ورود و خروج قرار دهد.[۸۸]
- ۱۹۸۸: سفارت بریتانیا در تهران مجدداً بازگشایی شد.[۸۷]
- فوریه ۱۹۸۹: روح‌الله خمینی فتوای قتل سلمان رشدی، نویسنده بریتانیایی را به اتهام ارتداد علیه اسلام صادر کرد. این موضوع به قطع روابط دیپلماتیک ایران و بریتانیا منجر شد.[۸۷]
- سپتامبر ۱۹۹۰: روابط دو کشور مجدداً برقرار شد اما در سطح کاردار محدود ماند.[۸۷]
- مه ۱۹۹۷: محمد خاتمی رئیس‌جمهور ایران شد و روی کار آمدن او به تلاش‌هایی برای عادی‌سازی روابط میان دو کشور منجر شد.[۸۷]
- ۲۸ آوریل ۱۹۹۴ بریتانیا در اعتراض به به‌رسمیت شناختن ارتش جمهوری‌خواه ایرلند توسط ایران، تعدادی از دیپلمات‌های خود را فراخواند.[۴۴]
- سپتامبر ۱۹۹۸: روابط با بریتانیا به سطح سفیر برگشت. این پس از آن بود که دولت خاتمی موافقت کرد از ترغیب مسلمانان برای اجرای فتوای قتل سلمان رشدی خودداری کند.
- ژانویه ۲۰۰۰: کمال خرازی، وزیر خارجه ایران، از لندن دیدار کرد.[۸۷]
- سپتامبر ۲۰۰۱: جک استرا، نخستین وزیر خارجه بریتانیا بود که از سال ۱۹۷۹ به ایران سفر کرد. آن سفر به عنوان بخشی از تلاش‌ها برای ایجاد ائتلافی علیه طالبان در افغانستان انجام شد. آقای استرا پس از آن سه بار دیگر نیز عازم ایران شد.[۸۷]
- فوریه ۲۰۰۲: روابط رو به بهبود بریتانیا با ایران پس از آنکه ایران، دیوید ردووی را به عنوان سفیر جدید بریتانیا رد کرده و او را جاسوس خواند، متحمل ضربه‌ای عمده شد.[۸۷]
- ژوئن ۲۰۰۳: در خلال نگرانی‌های فزاینده بین‌المللی در این مورد که ایران ممکن است در صدد تولید سلاح‌های هسته‌ای باشد، بریتانیا ایران را ترغیب کرد درهای مراکز هسته‌ای خود را به روی بازرسی‌های دقیق تر بگشاید.[۸۷]
- ۲۱ اوت ۲۰۰۳: مقام‌های بریتانیایی هادی سلیمان پور، دیپلمات ایرانی را که از سوی آرژانتین در ارتباط با اتهامات تروریستی تحت تعقیب است، بازداشت کردند. ایران خواستار آزادی فوری آقای سلیمان پور و عذرخواهی دولت بریتانیا شد.[۸۷]
- ۲۷ اوت ۲۰۰۳: علی آهنی، معاون وزارت خارجه ایران، برای ملاقات با جک استرا به بریتانیا سفر کرد. آقای استرا گفته بود نمی‌تواند در مسائل قضائی دخالت کند. ایران گفت امیدوار است کار به فراخوانی سفرا از پایتخت‌های متقابل نکشد، اما افزود که همه گزینه‌های قانونی و دیپلماتیک مد نظر است.[۸۷]
- سپتامبر ۲۰۰۳: ایران سفیر خود را «برای رایزنی» از لندن فراخواند و در تهران گلوله‌هایی به سوی سفارت بریتانیا شلیک شد.[۸۷]
- نوامبر ۲۰۰۳: ایران پس از میانجیگری وزیران امور خارجه بریتانیا، آلمان و فرانسه گفت برنامه غنی‌سازی اورانیوم را به حال تعلیق درمی‌آورد و اجازه بازرسی‌های سرزده از تأسیسات اتمی اش را به سازمان ملل می‌دهد.[۸۷]
- مه ۲۰۰۴: یک رشته تظاهرات پی در پی، بیرون سفارت بریتانیا در تهران انجام شد که طی آن تظاهرکنندگان از نیروهای آمریکایی و بریتانیایی به دلیل نبرد در نزدیکی شهرهای مقدس شیعه در عراق انتقاد کردند.[۸۷]
- ۱۸ ژوئن ۲۰۰۴: بریتانیا، آلمان و فرانسه پیش‌نویس قطعنامه‌ای را در آژانس بین‌المللی انرژی اتمی تنظیم کردند که در آن ایران به دلیل همکاری نکردن با بازرسی‌های آژانس «مذمت» شد.[۸۷]
- ۲۱ ژوئن ۲۰۰۴: هشت ملوان بریتانیایی پس از آنکه ظاهراً قایق آن‌ها در نزدیکی مرز عراق در آب‌های ایران سرگردان شده بود، توسط نیروی دریایی ایران بازداشت شدند. آن‌ها سه روز بعد در پی مذاکره دیپلمات‌های بریتانیایی با مقام‌های ایرانی آزاد شدند.[۸۷]
- ۲۸ سپتامبر ۲۰۰۵: دانشجویان در ایران در اعتراض به نحوه عملکرد بین‌المللی نسبت به برنامه اتمی ایران، به سوی سفارت بریتانیا در تهران سنگ و کوکتل مولوتف پرتاب کردند.[۸۷]
- ۱۵ اکتبر ۲۰۰۵: انفجارهایی در شهر اهواز در جنوب غربی ایران باعث مرگ چهار نفر شد. ایران عوامل اطلاعاتی بریتانیا را در این مورد متهم کرد. بریتانیا این اتهام را رد کرد.[۸۷]
- ۲۵ ژانویه ۲۰۰۶: ایران گفت بمبگذارانی که هشت نفر را در بمبگذاری‌های دیگر در اهواز کشتند، با سازمان‌های اطلاعاتی بریتانیا ارتباط داشتند.[۸۷]
- ۱۳ نوامبر ۲۰۰۶: تونی بلر، نخست‌وزیر بریتانیا در یک سخنرانی تأکید کرد که نگرش بریتانیا نسبت به ایران ملایم تر نشده‌است.[۸۷]
- ۲۳ دسامبر ۲۰۰۶: شورای امنیت سازمان ملل با تصویب یک قطعنامه، تحریم‌هایی را به خاطر برنامه اتمی ایران بر آن کشور تحمیل می‌کند. بریتانیا از نویسندگان پیش‌نویس این قطعنامه بود.[۸۷]
- ۲۳ مارس ۲۰۰۷: به گفته وزارت دفاع بریتانیا، پانزده تن از پرسنل نیروی دریایی بریتانیا توسط نیروهای ایرانی در آب‌های خلیج فارس در نزدیکی سواحل عراق دستگیر شدند.[نیازمند منبع]
- مارس ۲۰۰۸: تعدادی از نمایندگان مجلس عوام بریتانیا به دولت این کشور هشدار دادند که ایران به دنبال دستیابی به سلاح اتمی است و به احتمال زیاد تا سال ۲۰۱۵ میلادی در موقعیتی خواهد بود که به سرعت خواهد توانست سلاح هسته‌ای تولید کند.[۸۷]
- ۹ ژوئیه ۲۰۰۸: دادگاه عالی لندن دادخواست بانک ملی لندن برای مستثنی شدن از تحریم‌های اتحادیه اروپا و جلوگیری از مسدود شدن داراییهایش را، رد کرد.[۸۷]
- ۲۵ اکتبر ۲۰۰۸: ایران در نامه‌ای به دبیرکل سازمان ملل متحد و رئیس دوره‌ای شورای امنیت نسبت به سیاست‌های بریتانیا اعتراض کرد.[۸۷]
- ۲۴ نوامبر۲۰۰۸: وزیر خارجه بریتانیا برنامه هسته‌ای ایران را خطرناک توصیف کرده و خواستار همکاری کشورهای حوزه خلیج فارس برای حل و فصل این مسئله شده‌است.[۸۷]
- ۲۶ نوامبر ۲۰۰۸: ایران به سخنان اخیر وزیر خارجه بریتانیا در مورد برنامه‌های اتمی جمهوری اسلامی به شدت اعتراض کرد و آن را دخالت در امور داخلی خود دانست.[۸۷]
- ۲۸ نوامبر ۲۰۰۸: دانیل جیمز، مترجم ارتش بریتانیا در افغانستان که به اتهام جاسوسی برای ایران مجرم شناخته شده بود، به ده سال حبس محکوم شد.[۸۷]
- ۱ دسامبر ۲۰۰۸: حسن قشقاوی، سخنگوی وزارت امور خارجه ایران گفت که «انگلیسی‌ها در خط مقدم خصومت تاریخی علیه منافع ملت ایران» بوده‌اند اما تعطیلی سفارت این کشور در تهران «فعلاً» در دستور کار ایران قرار ندارد.[۸۷]
- ۳ دسامبر ۲۰۰۸: الیزابت دوم، ملکه بریتانیا، طی سخنانی در مراسم سنتی گشایش دوره جدید قانونگذاری، گفت که کشورش رسیدگی مؤثر به نگرانی دربارهٔ برنامه هسته‌ای ایران را به‌طور جدی دنبال خواهد کرد.[۸۷]
- ۲۴ دسامبر ۲۰۰۸: یک سخنگوی وزارت خارجه بریتانیا از پخش پیام تبریک کریسمس محمود احمدی‌نژاد، رئیس‌جمهوری ایران، از شبکه ۴ تلویزیون این کشور انتقاد کرد.[۸۷]
- ۳۰ دسامبر ۲۰۰۸: دانشجویان بسیجی ایرانی به باغ تابستانی سفارت بریتانیا در تهران حمله کردند.[۸۷]
- ۳۰ دسامبر ۲۰۰۸: آرشیو ملی بریتانیا اسنادی را منتشر کرد که نشان داد دولت این کشور و ایالات متحده تا پاییز ۱۳۵۷ بر این باور بودند که شاه در راس قدرت باقی خواهد ماند.[۸۷]
- ۲۰ فوریه ۲۰۰۹: جان سورز، نماینده بریتانیا در سازمان ملل متحد از گفتگوهای پشت پرده بین ایران و غرب سخن گفته و اعلام کرد ایران به‌طور خصوصی به دخالت خود در حملات با بمب در عراق اذعان کرده و حتی پیشنهاد داده در برابر پایان دادن به این حملات، غرب از مخالفت با برنامه غنی‌سازی اورانیوم ایران دست بردارد.[۸۷]
- ۵ فوریه ۲۰۰۹: یک نهاد آموزشی و فرهنگی موسوم به «شورای بریتانیا» گفت پس از مرعوب شدن کارمندانش در تهران توسط مقام‌های ایرانی، کلیه فعالیت‌های خود در آنجا را معلق کرد.[۸۷]
- ۷ فوریه ۲۰۰۹: سخنگوی دولت ایران ضمن تأیید تلویحی احضار کارمندان ایرانی شورای فرهنگی بریتانیا، گفت که ایران هیچ منعی برای کار این شورا در نظر نداشته‌است.[۸۷]
- فوریه ۲۰۰۹:همزمان با سی سالگی انقلاب اسلامی در ایران، دیوید میلیبند، وزیر امور خارجه بریتانیا در وبلاگ سایت اینترنتی این وزراتخانه از کشورهای غربی و ایران دعوت کرد که زندانی پیشینه روابط خود نباشند و روابط خود را بر اساس احترام متقابل و مشارکت و نه اختلاف نظر و برخورد پایه‌ریزی کنند.[۸۷]
- ۵ مارس ۲۰۰۹: وزارت خارجه بریتانیا اعلام کرد که سایمون گاس به عنوان سفیر جدید بریتانیا در ایران به زودی جانشین جفری آدامز خواهد شد.[۸۷]
- ۳ ژوئیه ۲۰۰۹: احمد جنتی، در خطبه‌های نماز جمعه تهران اعلام کرد که تعدادی از کارمندان ایرانی سفارت بریتانیا در تهران، که در روزهای گذشته بازداشت شده بودند، به اتهام دست داشتن در ناآرامی‌های اخیر محاکمه خواهند شد.[۸۷]
- ۱۹ ژوئیه ۲۰۰۹: مبلغ یک میلیارد و ۶۰۰ میلیون دلار از دارایی‌های ایران در بریتانیا بر اساس قطعنامه‌های تحریمی سازمان ملل متحد مسدود شد.[۸۷]
- ۲۹ ژوئیه ۲۰۰۹: تعدادی از کارمندان بازداشت شده سفارت بریتانیا در تهران که در جریان نا آرامی‌های پس از اعلام نتایج انتخابات دستگیرشده بودند، آزاد شدند.[۸۷]
- ۸ اوت ۲۰۰۹: محاکمه دو کارمند محلی سفارت بریتانیا در تهران به اتهام جاسوسی و فراهم کردن شرایط برای اقدام به براندازی آغاز شد. این دادگاه همراه با محاکمه بازداشت شدگان وقایع پس از اعلام نتایج انتخابات ایران برگزار شد که طی آن شماری از سیاستمداران اصلاح طلب و دولتمردان سابق ایران نیز محاکمه می‌شوند.[۸۷]
- ۱۳ سپتامبر ۲۰۰۹: سایمون گس، سفیر جدید بریتانیا در ایران یکشنبه، بیست و دو شهریور استوارنامه خود را به محمود احمدی‌نژاد، رئیس‌جمهوری ایران تحویل داد. آقای گس جانشین جفری آدامز می‌شود که از ماه مارس سال ۲۰۰۶ جانشین ریچارد دالتون شده بود.[۸۷]
- ۳ مه ۲۰۱۰: در پی بررسی موضوع کاهش رابطه ایران با بریتانیا در نشست وزارتخانه‌های خارجه و اطلاعات ایران با کمیسیون امنیت ملی و سیاست خارجی مجلس این کشور، برخی از نمایندگان می‌گویند باید «از هر گونه اقدام ناپخته» خودداری کرد.[۸۷]
- ژانویه ۲۰۱۱: روابط دو کشور بعد از آنکه آقای گس در وبسایت سفارت بریتانیا از نسرین ستوده وکیلی ایرانی که زندانی شده بود، دفاع کرد، بدتر شده‌است. سفیر بریتانیا در مطلبی با عنوان «جرم نسرین ستوده دفاع شجاعانه است» به انتقاد از برخورد دولت ایران با وکلا و اعضای سازمان‌های غیردولتی پرداخت. آقای گس در یادداشت خود به مناسبت روز جهانی حقوق بشر، با اشاره به این که وکلا و اعضای سازمان‌های غیردولتی در هیچ جای دنیا به اندازه ایران در خطر نیستند، به عنوان نمونه به نسرین ستوده اشاره کرده بود. این اظهارات خشم مقام‌های جمهوری اسلامی را برانگیخت. آقای گس گفته بود که «دادستان‌های ایران اتهام مبهم اقدام علیه امنیت ملی را علیه خانم ستوده مطرح کرده‌اند، اما اتهام اصلی او در واقع دفاع شجاعانه و آشکار کردن بی عدالتی‌هایی است که حکومت ایران ترجیح می‌دهد، پنهان بماند.»[۸۷]
- ۱۵ فوریه ۲۰۱۱: رامین مهمانپرست سخنگوی وزارت خارجه ایران در واکنش به تغییر سفیر بریتانیا در تهران گفته که تغییر محل مأموریت سفیر انگلیس اگر با نیت اصلاح روند گذشته صورت گرفته باشد مورد استقبال جمهوری اسلامی است. سایمون گس، سفیر بریتانیا در تهران به تازگی به عنوان نماینده ناتو در امور غیرنظامی در افغانستان منصوب شده‌است. آقای گس جانشین مارک سدول شده‌است که او نیز بریتانیایی است.[۸۷]
- ۹ ژوئن ۲۰۱۱: وزارت امور خارجه ایران، جین مریوت، کاردار بریتانیا در تهران را در اعتراض به گفته‌های ویلیام هیگ، وزیر امور خارجه این کشور دربارهٔ روابط ایران و سوریه احضار کرد. یکی از مقام‌های ارشد وزارت امور خارجه ایران، به خانم مریوت گفته که اظهارات آقای هیگ «بی‌پایه و اساس است و بر مبنای دروغ پردازی» صورت گرفته. وزیر امور خارجه بریتانیا اخیراً گفته بودکه دولت ایران برای سرکوب مردم معترض سوریه به این کشور کمک می‌کند.[۸۷]
- ۲۷ اکتبر ۲۰۱۱: دامینیک جان چیلکات، سفیر جدید بریتانیا در تهران، در ملاقات با علی اکبر صالحی، وزیر امور خارجه جمهوری اسلامی، رونوشت استوارنامه‌های خود را تسلیم کرد. به گزارش سایت دولت ایران، وزیر خارجه این کشور در این دیدار با تأکید بر «اهمیت شناخت واقعیت‌ها»، خواستار «اصلاح رویکرد دولت انگلیس نسبت به جمهوری اسلامی» شد و آقای چیلکات نیز گفت که مأموریت دارد «تا واقعیت‌های جمهوری اسلامی ایران را فارغ از نگاه منابع رسانه‌ای، به دولت متبوع خود» منتقل کند.[۸۷]
- ۱۵ نوامبر ۲۰۱۱: به دنبال بالا گرفتن اختلافات دربارهٔ باغ سفارت بریتانیا در منطقه قلهک تهران، علی محمد مختاری، مدیر عامل سازمان پارک‌ها و فضای سبز شهرداری تهران با اشاره به اینکه کمیسیون ماده ۷ شهرداری به دلیل تخلف سفارت بریتانیا در باغ قلهک در قطع درختان این باغ، میزان جریمه آن را سه برابر کرده‌است، بر این اساس میزان جریمه انگلیسی‌ها یک میلیارد و ۶۰۰ میلیون تومان است.[۸۷]
- ۲۱ نوامبر ۲۰۱۱: جورج آزبورن، وزیر دارایی بریتانیا، از اعمال تحریم‌های مالی تازه علیه ایران خبر داد. این تصمیم‌ها در راستای افزایش نگرانی از برنامه اتمی ایران پس از انتشار گزارش تازه آژانس بین‌المللی انرژی اتمی اتخاذ شده‌است.[۸۷]
- ۲۳ نوامبر۲۰۱۱: نمایندگان مجلس ایران به دو فوریت طرحی رأی دادند که در صورت تصویب نهایی، سطح روابط سیاسی این کشور با بریتانیا را به سطح کاردار کاهش می‌دهد. ۲ فوریت این طرح با ۱۶۲ رای موافق در مقابل ۵ رای مخالف به تصویب رسید.[۸۷]
- ۲۷ نوامبر ۲۰۱۱: مجلس ایران با رای اکثریت نمایندگان به طرح کاهش روابط ایران و بریتانیا رای داد. هم‌زمان بریتانیا اعلام کرد که به این اقدام ایران «واکنش قاطعانه‌ای» نشان خواهد داد.[۸۷] به موجب این مصوبه دولت محمود احمدی‌نژاد موظف گردید رابطه با لندن را از سطح سفیر به کاردار کاهش دهد.[۸۹]
- ۲۸ نوامبر ۲۰۱۱: شورای نگهبان در ایران طرح تصویب شده مجلس دربارهٔ کاهش روابط با بریتانیا را تأیید کرد.[۸۷]
- ۲۹ نوامبر ۲۰۱۱: گروهی از معترضان که رسانه‌های ایران آن‌ها را دانشجوی بسیجی توصیف می‌کنند وارد سفارت بریتانیا در تهران شدند و با به زیر کشیدن پرچم بریتانیا و آرم سلطنتی این کشور، برخی از اسناد سفارت را به آتش کشیدند. در همین روز گروهی دیگر هم وارد باغ قلهک اقامتگاه کارکنان سفارت بریتانیا در شمال شهر تهران شدند. شواری امنیت سازمان ملل با صدور بیانیه‌ای با حمایت همه اعضا این واقعه را محکوم کرد.[۸۷]
- ۳۰ نوامبر ۲۰۱۱: وزارت خارجه بریتانیا تمام کارکنان خود را از ایران خارج کرد و دستور تعطیلی فوری سفارت ایران در لندن را داد. ویلیام هیگ، وزیر خارجه بریتانیا گفت تعطیلی سفارتخانه به معنای قطع کامل روابط دو کشور نیست.[۸۷]
- ۲ دسامبر ۲۰۱۱: دیپلمات‌های ایرانی مقیم لندن در پایان ضرب الاجل ۴۸ ساعته ویلیام هیگ، وزیر خارجه بریتانیا، با یک فروند هواپیمای متعلق به خطوط هوایی جمهوری اسلامی لندن را به مقصد تهران ترک کردند.[۸۷]
- ۵ دسامبر ۲۰۱۱: منابع خبری اروپایی از قول علی اکبر صالحی، وزیر امور خارجه ایران اعلام کردند که او از یورش به اماکن دیپلماتیک بریتانیا در تهران عمیقاً ابراز تاسف کرده‌است.[۸۷]
- ۷ دسامبر ۲۰۱۱: محمود احمدی‌نژاد، رئیس‌جمهور ایران مصوبه مجلس در مورد کاهش سطح روابط با بریتانیا را که به تصویب مجلس و تأیید شورای نگهبان رسیده بود امضا و برای اجرا به وزارت خارجه ابلاغ کرد.[۸۷]
- دسامبر ۲۰۱۱: بریتانیا اعلام کرد که تلاش می‌کند کشوری را به عنوان حافظ خود در ایران معرفی کند. وب سایت سفارت بریتانیا اعلام کرد که اتباع بریتانیایی که نیاز به خدمات کنسولی فوری دارند می‌توانند به هر یک از سفارت‌های اعضای اتحادیه اروپا در تهران مراجعه کنند ویا با وزارت خارجه بریتانیا در لندن تماس بگیرند.[۸۷]
- ۱۰ دسامبر ۲۰۱۱: وزارت خارجه ایران یک روز پس از آنکه اعلام کرد این کشور در بریتانیا حافظ منافع معرفی می‌کند، اعلام کرد که فعلاً چنین برنامه‌ای ندارد.[۸۷]
- ۳ مارس ۲۰۱۲: ویلیام هیگ، وزیر امور خارجه بریتانیا دربارهٔ انتخابات مجلس ایران که روز جمعه ۱۲ اسفند ماه برگزار شد، گفته که این انتخاباتی «آزاد و منصفانه نبوده و خواست مردم این کشور را منعکس نکرده‌است.»[۸۷]
- ۵ مارس ۲۰۱۲: علی لاریجانی که در انتخابات روز جمعه مجلس ایران از شهر قم دوباره به مجلس راه یافته، مواضع وزیر امور خارجه بریتانیا را نشانه «عقب افتادگی سیاسی» آقای هیگ خوانده و گفته سخنان او «همگی ناشیانه و دور از حکمت بود.» رئیس مجلس ایران گفت که وزیر خارجه بریتانیا «زیاد حرف می‌زند.»[۸۷]
- ۱۸ مارس ۲۰۱۲: وزیر امور خارجه بریتانیا، فیلتر شدن سایت تازه تأسیس 'بریتانیا برای ایرانیان' توسط دولت ایران را محکوم کرد. این وبسایت با هدف ایجاد امکان برقراری ارتباط و گفتگوی مستقیم با ایرانیان راه اندازی شده.[۸۷]
- ۲۱ مارس ۲۰۱۲: دیوید کامرون، نخست‌وزیر بریتانیا با انتشار پیامی نوروز را به ایرانیان در سراسر جهان تبریک گفت، اما تلویحاً از عملکرد رهبران ایران انتقاد کرد.
- ۲۳ آوریل ۲۰۱۲: حسین نجابت، رئیس ایرانی گروه دوستی پارلمان ایران و بریتانیا گفت که تصمیم‌گیری در رابطه با بریتانیا «قطعاً با مجلس یا نمایندگان نیست.»[۸۷]
- ۹ ژوئن ۲۰۱۲: حسن قشقاوی معاون کنسولی وزیر خارجه ایران: به دنبال قطع روابط با بریتانیا نبودیم. آقای قشقاوی گفت «چه ما (در دولت) که استدلال می‌کردیم بهتر است روابط تا سطح کاردار کاهش پیدا کند و چه نمایندگان که خواستار قطع روابط بودند، عاشق جمال انگلیسی‌ها نبودیم، بلکه هر کدام دلایل کارشناسی خود را داشتیم.»[۹۰]
- ۲۳ ژوئن ۲۰۱۲: رامین مهمانپرست، سخنگوی وزارت امور خارجه ایران گفته‌است که دیدار اخیر وزرای خارجه ایران و بریتانیا در حاشیه نشست کابل، به درخواست طرف بریتانیایی و به دلیل نگرانی ایران از وضعیت حقوق کنسولی اتباعش انجام شده‌است.[۸۷]
- ۷ اوت ۲۰۱۲: علی خامنه‌ای، رهبر جمهوری اسلامی ایران در حدود ۹ ماه پس از حمله به سفارت بریتانیا در تهران، از این اقدام انتقاد کرد. به گزارش صفحه توییتر دفتر رهبر ایران، وی دوشنبه شب، شانزدهم مرداد در دیدار با جمعی از دانشجویان گفته‌است: "در قضیه اخیر اشغال آن سفارت خبیث) بریتانیا (احساسات جوانان درست بود ولی رفتنشان) به داخل سفارتخانه (درست نبود.[۸۷]
- ۲۵ اوت ۲۰۱۲: ویلیام هیگ، وزیر امور خارجه بریتانیا، آنچه را که نقض گسترده حقوق بشر شهروندان ایران خوانده، محکوم کرده و گفته که تداوم این روند یک «ننگ و رسوایی» و «نمادی از رفتار شرم‌آور و موجب بی‌آبرویی رهبران ایران» است.[۸۷]
- ۴ سپتامبر ۲۰۱۲: یک سخنگوی خانواده سلطنتی بریتانیا گفت که کیت میدلتون، عروس ولیعهد، پیش از مراسم اعطای مدال رشته پرتاب دیست پارالمپیک «توجیه شده بود» که با مهرداد کرم زاده برنده ایرانی مدال نقره این رشته دست ندهد. روز یکشنبه ۱۲ شهریور (۲ سپتامبر) دست ندادن آقای کرم زاده با کیت در هنگام توزیع مدال‌ها، مورد توجه رسانه‌های بریتانیا قرار گرفت؛ هرچند توضیحات بعدی سخنگوی خانواده سلطنتی روشن می‌کند که هیچ‌کدام از دو طرف دست خود را به سوی دیگری دراز نکرده‌است.[۸۷]
- ۷ سپتامبر ۲۰۱۲: وزیر خارجه بریتانیا آثار تحریم‌های خارجی بر ایران را جدی خوانده گفته و خواستار ادامه برخورد با برنامه‌های اتمی این کشور شده‌است.[۸۷]
- ۲۸ نوامبر ۲۰۱۲: یک سال پس از حمله گروهی از دانشجویان بسیجی به اماکن دیپلماتیک بریتانیا در تهران و تعطیلی سفارت‌خانه‌های هر دو کشور، که منجر به کاهش روابط به پایین سطح ممکن شد، چشم‌انداز روابط مبهم است.[۸۷]
- ۲۸ نوامبر ۲۰۱۲: وزارت خارجه ایران، از رای دادگاه بریتانیا مبنی بر عدم استرداد دیپلمات پیشین این کشور به آمریکا استقبال کرده‌است. نصرت‌الله تاجیک سفیر سابق ایران در اردن از سوی مراجع قضایی ایالات متحده به اتهام نقض قوانین تحریم و خرید دوربین دید در شب به هدف قاچاق به ایران تحت تعقیب است. آقای تاجیک حدود شش سال پیش در لندن بازداشت شد.[۸۷]
- ۱۴ مه ۲۰۱۳: الستر برت، معاون وزیر امور خارجه بریتانیا طی دیدار با نماینده رهبران ادیان و مذاهب مختلف در بریتانیا از درخواست این رهبران برای آزادی هفت رهبر جامعه بهایی ایران که از پنج سال پیش در زندان به سر می‌برند، حمایت کرد. در این دیدار اسقف آنجلس، رهبر کلیسای ارتدوکس قبطی‌ها در بریتانیا به نمایندگی نامه‌ای سر گشاده را تسلیم وزارت خارجه کرد که در آن شماری از رهبران و پیشوایان مذهبی خواستار آزادی رهبران جامعه بهایی ایران شده‌اند.[۸۷]
- ۱۵ ژوئن ۲۰۱۳: وزارت امور خارجه بریتانیا با استقبال از پیروزی حسن روحانی در انتخابات ریاست جمهوری ایران دربیانیه‌ای از آقای روحانی خواسته تا به نگرانی‌های جامعه جهانی در مورد برنامه هسته‌ای ایران توجه کند و به دنبال رابطه سازنده‌ای با جامعه بین‌المللی باشد و اوضاع سیاسی و حقوق بشری مردم ایران را بهبود ببخشد.[۸۷]
- ۱۰ ژوئیه ۲۰۱۳: ویلیام هیگ وزیر امور خارجه بریتانیا در پارلمان این کشور گفت که لندن آماده بهبود گام به گام روابط با ایران است، اما در عزم بریتانیا در مقابله با گسترش تسلیحات اتمی نیز نباید تردید کرد. آقای هیگ همچنین گفت که بریتانیا با حسن نیت به اقدامات مثبت ایران (در پرونده اتمی) پاسخ خواهد داد.[۸۷]
- ۱۵ ژوئیه ۲۰۱۳: جک استرا، وزیر امور خارجه بریتانیا در دولت تونی بلر به بخش فارسی بی‌بی‌سی گفته که به دولت حسن روحانی، رئیس‌جمهور منتخب ایران خوشبین است و قصد دارد با هدف بهبود روابط ایران و بریتانیا، به تهران سفر کند.[۸۷]
- ۱۶ ژوئیه ۲۰۱۳: عباس عراقچی، سخنگوی وزارت امور خارجه ایران از تمایل سفر جک استرا، وزیر خارجه سابق بریتانیا به تهران و دیدار از این کشور استقبال کرد و گفت هنوز درخواست رسمی در اینباره داده نشده.[۸۷]
- ۲۷ ژوئیه ۲۰۱۳: روح‌الله حسینیان از نمایندگان محافظه کار در مجلس ایران گفته در صورتی که جک استرا، وزیر امور خارجه پیشین بریتانیا، برای مراسم تحلیف حسن روحانی در مجلس ایران حاضر شود، «او را یک چیزی او را می‌زنم چه تخم مرغ باشد چه با گوجه.»[۸۷]
- ۳۱ ژوئیه ۲۰۱۳: ویلیام هیگ، وزیر خارجه بریتانیا در تماسی تلفنی با علی اکبر صالحی همتای ایرانی خود گفته که بریتانیا آماده بهبود روابط با ایران به صورت گام به گام و دوجانبه است.[۸۷]
- ۱۶ سپتامبر ۲۰۱۳: وزارت امور خارجه بریتانیا تأیید کرده‌است که ویلیام هیگ وزیر امور خارجه این کشور در حاشیه مجمع عمومی سازمان ملل با محمد جواد ظریف وزیر امور خارجه ایران دیدار خواهد کرد. وزارت امور خارجه بریتانیا می‌گوید که آقای هیگ از دیدار با حسن روحانی، رئیس‌جمهور جدید ایران استقبال می‌کند، اما هنوز برنامه‌ای برای این ملاقات وجود ندارد.[۸۷]
- ۲۳ سپتامبر ۲۰۱۳: ویلیام هیگ و محمدجواد ظریف وزرای خارجه ایران و بریتانیا برای اولین بار پس از روی کار آمدن دولت حسن روحانی با یکدیگر دیدار کردند.[۸۷]
- ۱۶ اکتبر ۲۰۱۳: ایران و بریتانیا در حاشیه مذاکرات اتمی ژنو، اعلام کردند که ظرف دو هفته، کاردارهای غیرمقیم خود را معرفی می‌کنند.[۸۷]
- ۲۱ اکتبر ۲۰۱۳: معاون اروپا- آمریکای وزارت خارجه ایران اعلام کرد تبادل کاردار غیرمقیم میان ایران و بریتانیا می‌تواند به معنی بازگشایی سفارت دو کشور باشد.[۸۷]
- ۲۵ ژوئن ۲۰۱۴: بر اساس برآوردهای دولت بریتانیا، در حمله دو سال و نیم پیش به سفارت بریتانیا در تهران چندین شاهکار هنری با ارزشی بیش از یک میلیون پوند تخریب یا ناپدید شده‌اند.[۸۷]
- ۸ اوت ۲۰۱۴: کاردار غیرمقیم ایران در بریتانیا گفته‌است تمام بخش‌های سفارت ایران در لندن در آینده نزدیک فعال می‌شود.[۸۷]
- ۱۷ اوت ۲۰۱۴: دیوید کامرون، نخست‌وزیر بریتانیا همکاری با کشورهای منطقه از جمله ایران را برای مقابله با تهدید داعش لازم دانست و موقعیت فعلی را زمان مناسب برای همکاری ایران با جامعه بین‌الملل خواند.[۸۷]
- ۱۰ سپتامبر ۲۰۱۴: مجید تخت روانچی، معاون وزارت امور خارجه ایران گفت سفارت بریتانیا در تهران که از آذر سال ۱۳۹۰ تعطیل است، «به زودی» بازگشایی می‌شود.[۸۷]
- ۲۲ سپتامبر ۲۰۱۴: وزرای خارجه ایران و بریتانیا در حاشیه مجمع عمومی سازمان ملل دیدار کردند و از عزم دو کشور برای بازگشایی سفارتخانه بریتانیا در تهران خبر دادند.[۸۷]
- ۲۳ سپتامبر ۲۰۱۴: جک استرا، وزیر امور خارجه پیشین بریتانیا و از اعضای فعلی مجلس عوام طی مقاله‌ای در روزنامه دیلی تلگراف نوشت دیدار برنامه‌ریزی شده حسن روحانی رئیس‌جمهور ایران و دیوید کامرون نخست‌وزیر بریتانیا پیامدهای مهمی دربر خواهد داشت.[۸۷]
- ۲۳ اوت ۲۰۱۵: در پی سفر فیلیپ هاموند وزیر امور خارجه بریتانیا به ایران سفارت انگلیس در تهران بازگشایی شد، این حرکت به دنبال توافق ایران با شش قدرت جهانی در مهار برنامه هسته‌ای خود انجام شد.[۷۶][۸۶]
- ۱۴ ژوئیه ۲۰۱۵: توافق جامع و نهایی هسته‌ای وین با عنوان شناخته شده و رسمی برنامه جامع اقدام مشترک یا برجام در راستای توافق جامع بر سر برنامه هسته‌ای ایران و به‌دنبال تفاهم هسته‌ای لوزان، بین ایران، اتحادیه اروپا و گروه ۱+۵ (شامل چین، فرانسه، روسیه، بریتانیا، آمریکا و آلمان) منعقد شد.[۹۱]
- ۱ سپتامبر ۲۰۱۶: پروازهای شرکت هواپیمایی بریتیش ایرویز، میان تهران و لندن پس از چهار سال وقفه از سرگرفته شد. پروازهای بریتیش ایرویز به تهران در سال ۲۰۱۲ و در پی تشدید تحریم‌های هسته‌ای علیه جمهوری اسلامی و یک سال پس از حمله به سفارت بریتانیا در تهران و بسته شدن سفارتخانه‌های دو کشور به حالت تعلیق درآمده بود.[۹۲][۹۳]
- ۵ سپتامبر ۲۰۱۶: روابط ایران و بریتانیا دوباره به سطح سفیر ارتقا پیدا کرد.[۹۴]
- ۲۱ سپتامبر ۲۰۱۶: حسن روحانی رئیس‌جمهور ایران و ترزا می نخست‌وزیر بریتانیا در حاشیه مجمع عمومی سازمان ملل در نیویورک دیدار کردند. قرار بود دربارهٔ روابط دو جانبه و توافق اتمی، برجام، گفتگو کنند. نخست‌وزیر بریتانیا چند مورد از نگرانی‌های کنسولی کشورش از جمله وضعیت نازنین زاغری را با رئیس‌جمهوری ایران در میان گذاشته و خواستار اطلاع از وضعیت این شهروند دوتابعیتی پس از محکومیت شد.[۹۵][۹۶][۹۷]
- ۱ دسامبر ۲۰۱۶: سفیر ایران در لندن، با ملکه الیزابت دوم دیدار کرد و استوارنامه‌اش را تحویل داد. او و همسرش با کالسکه سلطنتی به کاخ باکینگهام رفتند.[۹۸]
- ۱۱ ژانویه ۲۰۱۹ بازداشت رابرت مک‌ایر سفیر بریتانیا در ایران به اتهام فیلمبرداری از اعتراضات دی ۱۳۹۸ که به دلیل سقوط هواپیمای اوکراینی برگزار شد.[۹۹]

## کتابخانه
- Great Britain & Reza Shah : the plunder of Iran, 1921-1941 archive.org